# Cuenca (Espanha)

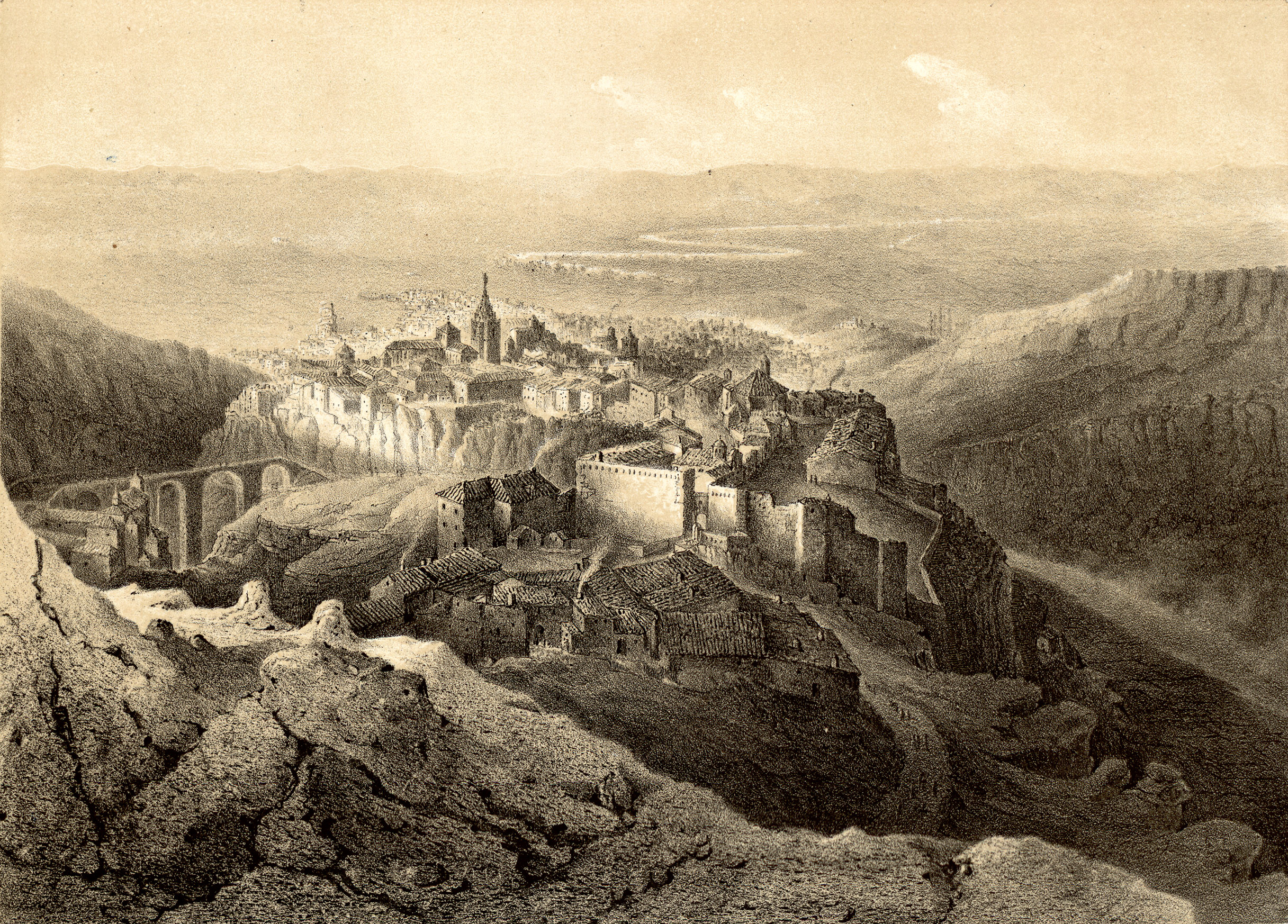
Gravura de Cuenca na obra “Recuerdos y bellezas de España”, publicado em 1853, da autoria de

Cuenca é uma cidade e município da Espanha, capital da província de homónima, na comunidade autónoma de Castela-Mancha. Tem 911,1 km² de área e em 2021 tinha 53 988 habitantes (densidade: 59,3 hab./km²). Situa-se na parte norte da província, a uma altitude média de 948 metros e é um dos municípios mais extensos de Espanha.
Embora nos arredores da cidade haja vestígios de povoamento desde o Paleolítico Superior, a cidade data da época da invasão muçulmana (século VIII), quando foi construída a fortaleza de Qūnka. A praça foi ganhando importância até substituir Ercávica [es] como capital da cora (província) de Santaver [es]. O rei cristão Afonso VIII de Castela conquistou-a em 1177 e outorgou-lhe um foral. A economia de Cuenca centrou-se na indústria têxtil, que teve muita fama durante os séculos XV e XVI, o que originou grande atividade de construção. No entanto, essa indústria colapsou no século XVII, levando a que a população decrescesse drasticamente, só começando a recuperar ao longo do século seguinte. Em 1833 tornou-se a capital da nova província de Cuenca, mas as agitações sociais e políticas da época fizeram com que a cidade ficasse num estado precário até meados do século XX. Atualmente a economia baseia-se sobretudo no turismo, muito potenciado desde que, em 1996, o centro histórico foi classificado como Património Mundial.
Cuenca conserva um importante património histórico e arquitetónico, que se distribui por toda a parte antiga, onde se destacam edifícios como a Catedral de Santa Maria e São Julião e as "Casas penduradas" [es] (casas colgadas), as quais se converteram num símbolo da cidade. A cidade tem também vários museus (mais de dez), no reduzido espaço da parte antiga, dos quais se destacam o Museu de Arte Abstrata Espanhola [es], o Museu das Ciências de Castela-Mancha [es] e o Museu de Cuenca [es]. Entre os principais eventos culturais encontram-se a Semana Santa e a Semana de Música Religiosa.

## Toponímia
O topónimo 'Cuenca' procede da forma latina tardia conca (latim clássico: concha, -ae), com o significado metonímico de "vale profundo entre montes", que tem paralelos noutros topónimos espanhóis. Se bem que a primeira forma documentada do lugar (e também a sua primeira menção histórica) data do século IX na sua forma árabe قونكة (Qūnkatu), esta palavra é inexplicável e morfologicamente impossível da língua árabe, pelo que é claramente a adaptação de um topónimo anterior, o qual não está documentado, mas que provavelmente é o indicado antes. Esse nome foi originalmente aplicado apenas à alcáçova, que se situava onde hoje se encontram as ruínas do castelo, tendo-se posteriormente estendido a toda a cidade.

## Títulos e símbolos
Títulos
Cuenca ostenta a categoria histórica de "cidade", com os títulos de "Muito Nobre, Muito Leal, Fidelíssima e Heroica". O título de cidade foi-lhe atribuído por Afonso X em 1257 e os de "Muito Nobre e Muito Leal" em 1465 por Henrique IV. Após a Guerra da Sucessão Espanhola (1701–1714), na qual Cuenca lutou a favor de Filipe V, este outorgou-lhe os títulos de "Fidelíssima e Heroica".
Escudo
O escudo de Cuenca é descrito heraldicamente da seguinte forma: num campo de gules (vermelho), um cálice de or encimado por uma estrela de oito pontas de argento (prata). No timbre tem uma coroa real antiga, composto por um círculo de ouro cravejado de pedras preciosas que suporta oito rosetas, cinco visíveis, interpoladas com pérolas.
Tradicionalmente esta composição é explicada supondo que essas foram as armas oferecidas à cidade por Afonso VIII, significando o vermelho o sangue derramado na conquista da cidade, a estrela o cerco ter começado no dia da Epifania e o cálice por o cerco ter terminado no dia de São Mateus. No entanto, a investigação heráldica constatou que, numa primeira etapa, em vez do cálice existia uma tigela (cuenco em castelhano), uma arma falante de Cuenca pelo menos desde Afonso X. Durante o reinado dos Reis Católicos (1474–1504) expande-se o costume de modificar os emblemas tradicionais por outros mais ornamentados, pelo que o cuenco foi substituído pelo cálice. A estrela poderá ter origem no emblema do Reino de Toledo [es], tendo o número das suas pontas variado entre seis e oito ao longo dos séculos. Há também uma lenda segundo a qual em 6 de janeiro de 1177, quando o rei Afonso VIII assediava a cidade para a conquistar aos muçulmanos, a Virgem Maria apareceu em forma de luminária celeste. As suas frequentes aparições no acampamento de Afonso VIII converteram-na na padroeira da cidade como Nossa Senhora da Luz e no novo escudo de Cuenca figuraria uma estrela flutuando sobre um cálice.[carece de fontes?]

## História

### Pré-historia e Antiguidade
Os vestígios humanos mais antigos na província de Cuenca datam do Paleolítico Superior, de há cerca de 90 000 anos. As principais tribos da zona foram aparentemente os beribraces (ou bebrices), que se dedicavam à pastorícia, e os arévacos, que eram agricultores. Depois chegaram os olcades [es], um povo guerreiro de carácter indómito, que tomaram o controlo da maior parte do que é atualmente a província, e os lobetanos [es], pastores e agricultores, que tinham a sua capital em Lobetum. No início época romana, a serrania conquense esteve envolvida em várias das guerras celtiberas (séculos III–II a.C.). Apesar de que na província terem existido três cidade romanas importantes — Segóbriga, Ercávica [es] e Valéria [es] — nessa época a zona da cidade de Cuenca era muito pouco povoada, apenas existindo vestígios de um pequeno assentamento perto da ponte do Castellar.

### Idade Média
O esquema populacional romano manteve-se após as invasões bárbaras (séculos IV e V), apesar de ter havido um declínio dos centros urbanos romanos. É durante a posterior invasão muçulmana (século VIII) que se inicia o povoamento de carácter mais urbano no local da cidade atual. Apesar de não ser clara a data da fundação, em 784 já existia a cidade de Qūnka ou Kūnka, integrada na cora (província) de Santaver [es] e favorecida pela base estabelecida pelos Banu Di-l-Nun [es].. A praça foi ganhando importância e população, até ter-se tornado a capital da cora, substituindo nessa função Ercávica.[carece de fontes?]
Quando o Califado de Córdova colapsou em 1031, a cidade foi integrada na Taifa de Toledo, tendo servido de ponte para a conquista dos reinos de Valência e Córdova. Na sequência da derrota de Afonso VI de Leão na Batalha de Zalaca (1086), o rei sevilhano Almutâmide aproveitou para tomar Cuenca, mas em 1091 os almorávidas atacaram Sevilha e Almutâmide viu-se obrigado a pedir ajuda ao rei leonês. Em 1108 Cuenca passou para as mãos dos almorávidas após a Batalha de Uclés.
O rei Afonso VIII de Castela conquistou Cuenca em 1177. Segundo a tradição, o rei castelhano pôs cerco à cidade no dia da Epifania desse ano e entrou triunfalmente em Cuenca no dia 21 de setembro. A população distribui-se dentro da cidade de acordo com a sua religião: os muçulmanos foram relegados à zona da alcáçova (atual Praça Mangana), foi criada uma judiaria em volta do que é hoje a Rua de Zapaterías e o resto da cidade foi dividida em paróquias católicas. Foi constituído um concelho, uma sede episcopal e foi levada a cabo uma campanha de repovoamento, favorecida pelo foral outorgado por Afonso VIII, o qual serviu de modelo a muitos forais, não só em Castela, mas também em Leão, Aragão e Portugal. Afonso X concedeu o título de cidade 1257. Durante os séculos XIV e XV a parte baixa da cidade começou a ganhar forma, tendo sido criados os bairros de San Antón e de Tiradores. Durante as disputas entre Afonso XI e D. João Manuel, Cuenca chegou a fazer parte do Senhorio de Vilhena [es] durante alguns anos, voltando à posse do rei quando este amnistiou o senhor de Villena. A cidade foi também assediada várias vezes sem êxito pelos aragoneses.

### Idade Moderna
Cuenca tornou-se um centro económico importante sobretudo devido à sua indústria têxtil e à pecuária. Os têxteis de Cuenca eram especialmente famosos nos séculos XV e XVI e o comércio de tecidos e de tapetes potenciou o desenvolvimento da indústria de transformação de lãs, o que contribuiu para um grande crescimento da população, a qual se estima em cerca de 15 000 habitantes no século XVI, e para uma intensa atividade de construção. A cidade passou também a ser a sede do sistema judicial local e foi-lhe concedido voto nas cortes. A epidemia de peste de 1588 foi o prelúdio do declínio que se acentuou ao longo de todo o século XVII. À epidemia seguiu-se uma seca prolongada e várias pragas de gafanhotos que provocaram uma diminuição drástica da população, que decresceu até aos 1 500 habitantes. A par disso, a subida do preço da lã levou à decadência da transumância e da indústria têxtil locais. Pouco a pouco, no século XVIII houve alguma recuperação económica, mas nesse mesmo século começou uma crise que afetou especialmente a atividade têxtil e levou ao encerramento da Casa da Moeda e dos moinhos de papel. Durante a Guerra da Sucessão Espanhola (1701–1714) Cuenca foi apoiante de Filipe V, que recompensou a cidade juntando os títulos de "Fidelíssima e Heroica" aos títulos de "Muito Nobre e Muito Leal" que já ostentava.
Dos 80 teares que existiam em 1735, 30 anos depois só restavam 22. O então arcediago e depois bispo Antonio Palafox decidiu relançar a indústria têxtil, mas não teve sucesso devido à proibição do rei Carlos IV (r. 1788–1808) de abrir oficinas têxteis, para evitar concorrência à Real Fábrica de Tapeçarias [es].

### Idade Contemporânea
Ao longo do século XIX a cidade foi tomando a configuração que tem atualmente, com a conversão da Rua Afonso VIII na principal via que comunicava com a Plaza Mayor. No entanto, as agitações sociais e políticas da época fizeram com que a cidade ficasse num estado precário até ao início do século XX. Durante a Guerra da Independência Espanhola (Guerra Peninsular; 1807–1808), a cidade foi saqueada mais de nove vezes e a população foi dizimada. Em 1833 tornou-se a capital da nova província de Cuenca, na altura do início da Primeira Guerra Carlista, durante a qual houve várias tentativas de ataque. A Segunda Guerra Carlista (1846–1849) não teve qualquer repercussão na cidade, mas na terceira (1872–1876) ocorreram dois saques. O segundo ataque, ocorrido em 1874, foi o mais violento de todos: grande parte da cidade ardeu e os combates provocaram 300 mortos, 40 deles civis, e 700 feridos. Em 1833 foi aberta a ligação ferroviária com Aranjuez, o que juntamente com instalação de várias serrações ajudou a recuperação económica. A população da cidade ultrapassou os 10 000 habitantes em 1900.
Em finais do século XIX a parte alta da cidade deixou de ser o centro económico e social, que passou para a Rua Carretería, na cidade nova. A importância desta foi crescendo ao longo do século XX, tendo sido construído o Parque de San Julián nas antigas hortas do Huécar, ao mesmo tempo que o bairro vizinho e os de San Antón e de Tiradores cresceram. O dinamismo económico a que se assistiu no início do século promoveu o surgimento de algumas indústrias modernas e consequentemente de movimentos operários e socialistas. Em 17 de julho de 1931, dias depois da proclamação da Segunda República, foi constituído o novo governo municipal. Durante a Guerra Civil (1936–1939) Cuenca ficou no lado republicano. Nos primeiros dias reinou o caos e ocorreram os maiores estragos, entre eles os saques do  paço episcopal [es] e da catedral, onde foram queimados os restos mortais de São Julião [es]. Apesar disso, não obstante os rigores da guerra e ataques esporádicos, a cidade manteve-se bastante à margem dos combates nos anos subsequentes, tendo sido tomada pelas tropas franquistas e 29 de março de 1939, 3 dias antes do fim da guerra.
Nos anos do pós-guerra assistiu-se a um êxodo rural e com ele à construção da Cuenca moderna, consolidando-se de forma definitiva a cidade nova como centro da cidade, ficando a a cidade velha como um bairro periférico, quase em estado de abandono em algumas partes. Em 1963 a parte antiga de Cuenca e as suas vizinhanças foram declarados "Paisagem Pitoresca", o que, juntamente com a fundação em 1966 do Museu de Arte Abstrata Espanhola [es] nas Casas penduradas [es], contribui para a recuperação da zona e a sua promoção turística. A 7 de dezembro de 1996 a cidade velha, os seus antigos arrabaldes e os vales estreitos dos dois rios que a banham foram classificados como Património Mundial pela UNESCO.

## Geografia

### Localização
A cidade de Cuenca divide-se em duas zonas bem diferenciadas: a cidade antiga e a cidade nova. A primeira situa-se sobre um cerro rochoso bordejado pelo rio Júcar a norte e pelo seu afluente Huécar a sul. Este último rio desagua no Júcar na parte baixa da cidade antiga, pouco antes da ponte de Santo Antão. A cidade nova estende-se na direção N-S a oeste e sul da cidade antiga, da qual está separado pelo rio Huécar; o seu centro nevrálgico é a rua da Carretería. O centro da cidade situa-se a uma altitude de 997 metros acima do nível do mar. A altitude da zona urbana varia entre 920 m na cidade nova e pouco mais de 1 020 m na cidade antiga. No município, a altitude vai dos 869 m no último trecho do rio Júcar no município até aos 1 864 m no cerro de la Mogorrita, que é também o ponto mais alto da província de Cuenca, situado na parte norte, na serrania de Cuenca [es], a cerca de 43 km da cidade.
| Municípios limítrofes de Cuenca                                                                                               |                                                                                         |                                                |
| Fuertescusa • Fresneda de la Sierra • Castillejo-Sierra                                                                       | Beteta • Santa María del Val • Lagunaseca • Masegosa • Checa (província de Guadalaxara) | Zafrilla • El Vallecillo (província de Teruel) |
| Las Majadas • Uña • Villalba de la Sierra • Mariana • Bascuñana de San Pedro • Villar de Domingo García • Chillarón de Cuenca |                                                                                         | Huélamo • Valdemoro-Sierra • Beamud            |
| Fuentenava de Jábaga • Abia de la Obispalía                                                                                   | Villar de Olalla • Arcas • Fuentes • Cañada del Hoyo                                    | La Cierva                                      |

### Clima
De acordo com a classificação climática de Köppen-Geiger, o clima de Cuenca é do tipo mediterrânico (Csa) ou, segundo outras fontes, mediterrânico continentalizado [es], por ter uma amplitude térmica notavelmente maior do que na costa. As temperaturas são frias no inverno e amenas no verão, com grande variação térmica diária durante todo o ano, mais acentuada nos meses quentes, em especial os de verão. A precipitação é mais abundante do que nas áreas vizinhas devido à orografia montanhosa da serrania de Cuenca.[carece de fontes?] situando-se em torno de 500 mm anuais. Os recordes de temperatura registados estação meteorológica de Cuenca são 39,7 °C em 10 de agosto de 2012 e -17,8 °C em 3 de janeiro de 1971.[carece de fontes?]
| Dados climatológicos para Santander (1981-2010) | Dados climatológicos para Santander (1981-2010) | Dados climatológicos para Santander (1981-2010) | Dados climatológicos para Santander (1981-2010) | Dados climatológicos para Santander (1981-2010) | Dados climatológicos para Santander (1981-2010) | Dados climatológicos para Santander (1981-2010) | Dados climatológicos para Santander (1981-2010) | Dados climatológicos para Santander (1981-2010) | Dados climatológicos para Santander (1981-2010) | Dados climatológicos para Santander (1981-2010) | Dados climatológicos para Santander (1981-2010) | Dados climatológicos para Santander (1981-2010) | Dados climatológicos para Santander (1981-2010) |
| Mês                                             | Jan                                             | Fev                                             | Mar                                             | Abr                                             | Mai                                             | Jun                                             | Jul                                             | Ago                                             | Set                                             | Out                                             | Nov                                             | Dez                                             | Ano                                             |
| ----------------------------------------------- | ----------------------------------------------- | ----------------------------------------------- | ----------------------------------------------- | ----------------------------------------------- | ----------------------------------------------- | ----------------------------------------------- | ----------------------------------------------- | ----------------------------------------------- | ----------------------------------------------- | ----------------------------------------------- | ----------------------------------------------- | ----------------------------------------------- | ----------------------------------------------- |
| Temperatura máxima recorde (°C)                 | 22,6                                            | 22,7                                            | 26,4                                            | 29,0                                            | 34,5                                            | 38,0                                            | 39,6                                            | 38,9                                            | 37,0                                            | 30,2                                            | 24,6                                            | 20,0                                            | 39,6                                            |
| Temperatura máxima média (°C)                   | 9,7                                             | 11,5                                            | 15,1                                            | 16,6                                            | 20,9                                            | 27,3                                            | 31,4                                            | 30,7                                            | 25,6                                            | 19,2                                            | 13,3                                            | 10,1                                            | 19,3                                            |
| Temperatura média (°C)                          | 4,6                                             | 5,9                                             | 8,8                                             | 10,6                                            | 14,6                                            | 20,1                                            | 23,6                                            | 23,2                                            | 18,8                                            | 13,4                                            | 8,3                                             | 5,4                                             | 13,1                                            |
| Temperatura mínima média (°C)                   | −0,5                                            | 0,2                                             | 2,5                                             | 4,5                                             | 8,2                                             | 12,8                                            | 15,7                                            | 15,6                                            | 11,9                                            | 7,7                                             | 3,2                                             | 0,7                                             | 6,9                                             |
| Temperatura mínima recorde (°C)                 | −11,7                                           | −11,0                                           | −9,6                                            | −4,0                                            | −1,0                                            | 3,5                                             | 6,9                                             | 4,8                                             | 2,4                                             | −2,0                                            | −8,2                                            | −10,5                                           | −11,7                                           |
| Precipitação (mm)                               | 39,6                                            | 38,1                                            | 34,6                                            | 57,5                                            | 52,2                                            | 40,8                                            | 10,5                                            | 20,1                                            | 42,5                                            | 59,7                                            | 47,8                                            | 57,5                                            | 500,8                                           |
| Dias com precipitação                           | 6,5                                             | 5,9                                             | 5,5                                             | 8,4                                             | 8,3                                             | 4,6                                             | 1,7                                             | 2,6                                             | 4,8                                             | 7,9                                             | 7,2                                             | 8,0                                             | 71,2                                            |
| Dias com neve                                   | 2,3                                             | 2,0                                             | 1,1                                             | 0,7                                             | 0,0                                             | 0,0                                             | 0,0                                             | 0,0                                             | 0,0                                             | 0,1                                             | 0,8                                             | 1,3                                             | 8,3                                             |
| Humidade relativa (%)                           | 73                                              | 67                                              | 60                                              | 60                                              | 56                                              | 48                                              | 41                                              | 45                                              | 55                                              | 67                                              | 73                                              | 76                                              | 60                                              |
| Insolação (h)                                   | 154                                             | 162                                             | 211                                             | 206                                             | 258                                             | 309                                             | 357                                             | 329                                             | 246                                             | 189                                             | 151                                             | 136                                             | 2 708                                           |
| Fonte: Agência Estatal de Meteorologia          |                                                 |                                                 |                                                 |                                                 |                                                 |                                                 |                                                 |                                                 |                                                 |                                                 |                                                 |                                                 |                                                 |

### Vegetação
A árvore mais comum nas imediações da cidade é o pinheiro (bravo, manso e larício), embora no passado fosse a azinheira. Nos desfiladeiros do Júcar e do Huécar encontra-se outro tipo de vegetação, nomeadamente grandes bosques de álamos, ulmeiros e salgueiros.

### Demografia
Em 2009 o município tinha 55 866 habitantes, 27 006 (48,3%) do sexo masculino e 28 860 (51,7%) do sexo feminino, a esmagadora maioria deles a residir na cidade.
| Povoações do município de Cuenca | Povoações do município de Cuenca | Povoações do município de Cuenca | Povoações do município de Cuenca    |
| Povoação                         | Habi- tantes (2009)              | Coorde nadas                     | Distância da capital municipal (km) |
| -------------------------------- | -------------------------------- | -------------------------------- | ----------------------------------- |
| Cuenca                           | 54 876                           | 40° 04' 18" N 2° 08' 02" O       |                                     |
| Cólliga                          | 77                               | 40° 02' 45" N 2° 15' 39" O       | 11                                  |
| Colliguilla                      | 40                               | 40° 3' 3" N 2° 13' 32" O         | 11                                  |
| La Melgosa                       | 159                              | 40° 01' 33" N 2° 05' 46" O       | 6                                   |
| Mohorte                          | 51                               | 40° 0' 32" N 2° 3' 47" O         | 9                                   |
| Nohales                          | 150                              | 40° 05' 07" N 2° 10' 44" O       | 3                                   |
| Tondos                           | 80                               | 40° 09' 47" N 2° 12' 02" O       | 14                                  |
| Valdecabras                      | 84                               | 40° 09' 33" N 2° 02' 08" O       | 16                                  |
| Villanueva de los Escuderos      | 66                               | 40° 02' 29" N 2° 18' 07" O       | 16                                  |

| Evolução demográfica de Cuenca                      |
|                                                     |
| Fonte: Instituto Nacional de Estatística de Espanha |

## Política

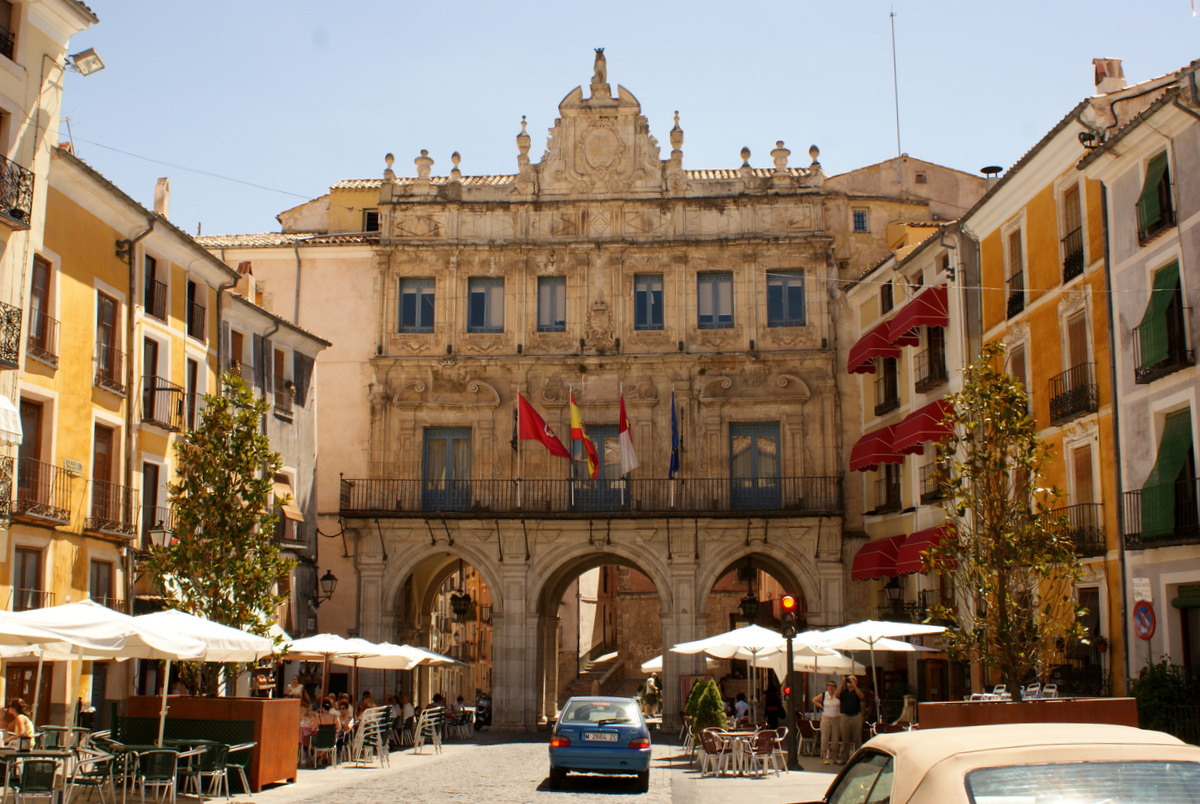
(paços do concelho) do município de Cuenca

O município é administrado por um órgão de governo local (ayuntamiento) formado por vereadores eleitos a cada quatro anos por sufrágio universal, que por sua vez elegem um alcaide, que preside ao executivo municipal. Têm direito de voto todos os residentes registados no município com 18 anos ou mais anos de idade que  tenham nacionalidade espanhola ou de países da União Europeia. Conforme o disposto na lei eleitoral, que determina o número de vereadores em função do número de residentes, em 2019 foram eleitos 24 vereadores, 11 do PSOE, 6 do grupo de independentes "Cuenca nos une", 6 do PP, 1 do C's; foi eleito alcaide Dario Francisco Dolz Fernandez, do PSOE.

### Cidades gémeas
Cuenca tem acordos de geminação com as seguintes cidades:
| Paju (Coreia do Sul) [carece de fontes?] Bollène (França) [carece de fontes?] Cuenca (Equador), desde 2002 |  | Plasencia (Espanha) Ronda (Espanha) Áquila (Itália) [carece de fontes?] |  | Cerreto Sannita (Itália) [carece de fontes?] Taxco (México) |

## Economia e infraestruturas

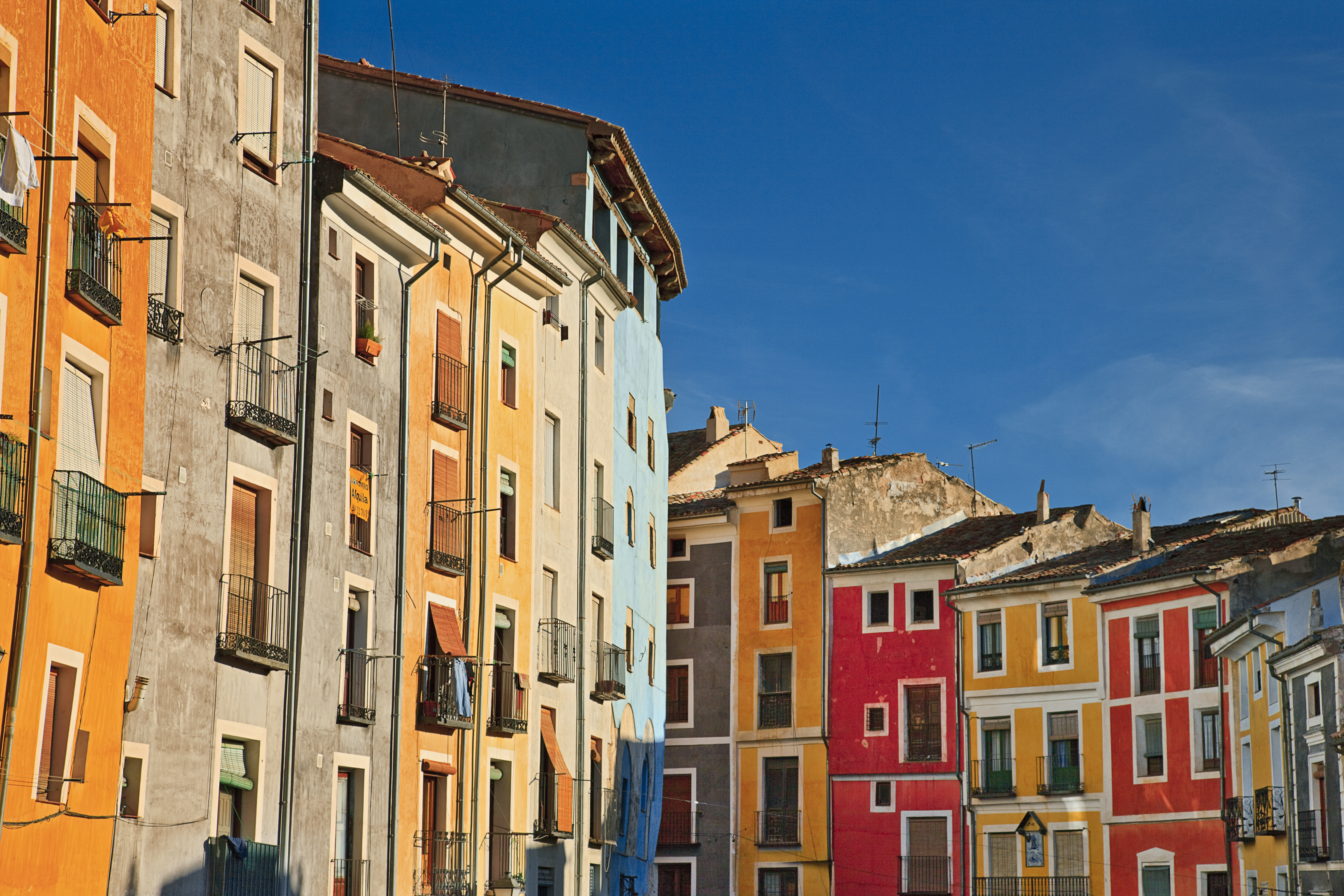
Rua Mosén Diego de Valera

Tradicionalmente a economia local baseava-se na agricultura de sequeiro (cereais, vinha, etc.) e na exploração florestal. Nos últimos anos, o turismo revitalizou consideravelmente o panorama económico, que se tinha degradado devido à emigração constante a que se assistiu desde a década de 1950.[carece de fontes?] Não obstante, a dívida do ayuntamiento ascendia a mais de 70 milhões de euros em dezembro de 2009.

### Educação superior
A principal instituição universitária da cidade é o campus da Universidade de Castela-Mancha, onde são ministrados cursos de graduação e pós-graduação em ciências humanas, sociais, da saúde, artes e engenharias.[carece de fontes?]

### Rodovias

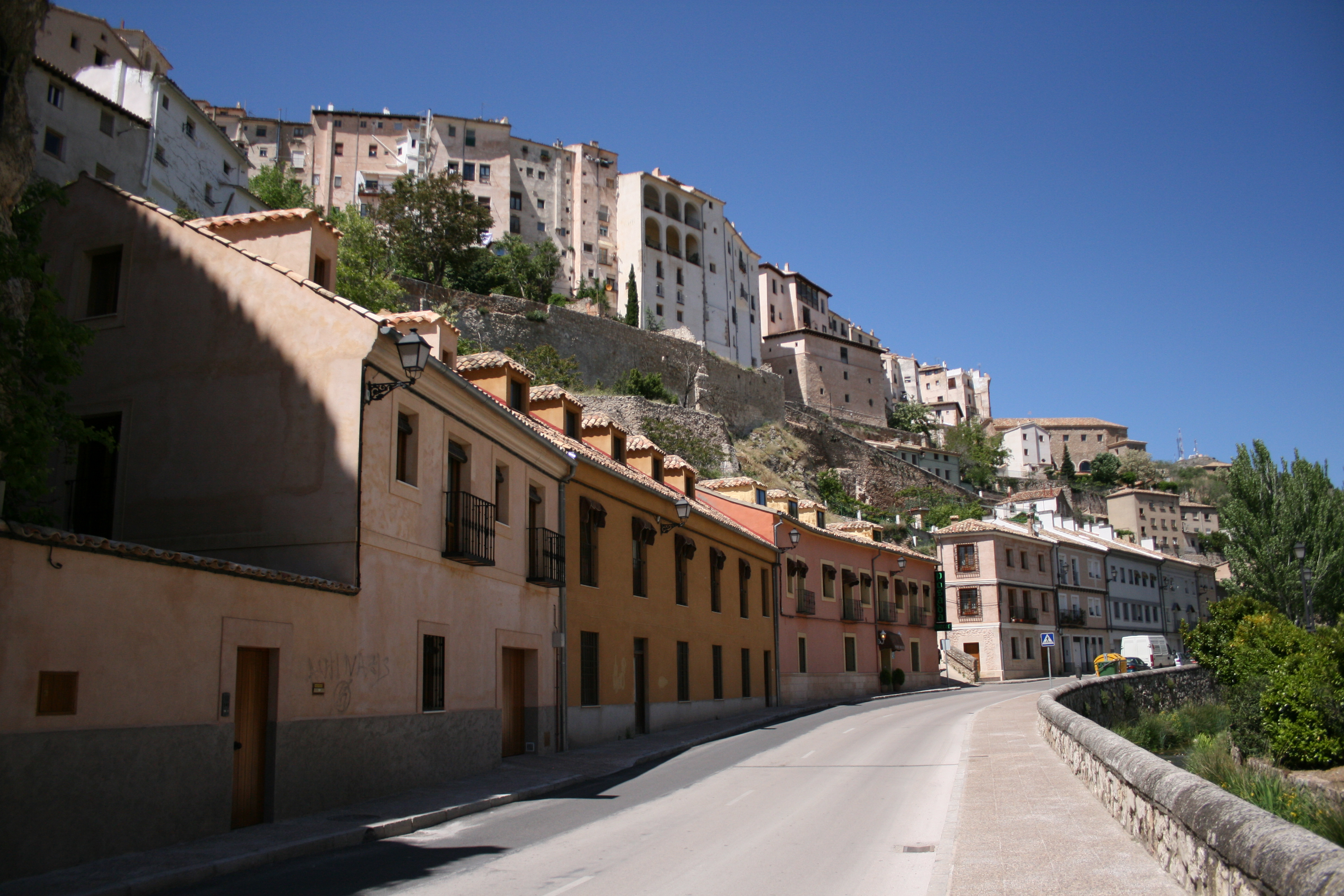

Desde tempos remotos que Cuenca, situada nos limites da sua serrania, é um local estratégico de passagem e um nó de comunicações para uma grande parte da sua província. As principais estradas que servem a cidade são as seguintes:
- A-40 — também chamada Autovia da Meseta Sul e Autovia de Castela-Mancha, é uma autoestrada que liga a cidade à A-3 (Autovia do Leste) em Tarancón.
- CU-11 — troço curto de autoestrada suburbana, que faz a ligação com a A-40.
- N-320 — estrada nacional que vai desde La Gineta, na província de Albacete, a Venturada, na Comunidade de Madrid
- N-400 — liga Cuenca a Toledo.
- N-420 — vai desde Córdova até Tarragona.
- CM-2105 — liga Cuenca a Tragacete.
- CU-914 — liga Cuenca a Palomera.

### Ferrovias
A Estação de Cuenca foi inaugurada em 1883, quando foi completado o troço do que é hoje a Linha Aranjuez-Valência [es], que liga Cuenca a Aranjuez e dali com Madrid. A ligação até Valência, via Utiel e Requena só foi completada em 1947. Esta linha, de via única e não eletrificada, que é operada pela Renfe, foi objeto de estudo do Ministério do Fomento para ser encerrada em 2010, devido à chegada da alta velocidade ferroviária a Cuenca, o que não chegou a concretizar-se, tendo sido incluída como linha 310 da Rede Ferroviária de Interesse Geral [es] em 2015. Essa inclusão deve-se ao facto da linha ser o único meio de transporte coletivo para muitas localidades da província, como Carboneras de Guadazaón e Chillarón. Poucos dias antes da data prevista para o encerramento houve uma grande manifestação em Cuenca a favor da manutenção da linha antiga e o ayuntamiento e a deputação provincial solicitaram em numerosas ocasiões ao governo que se estude a possibilidade de explorar a linha com comboios de mercadorias.[carece de fontes?]
A nova Estação de Cuenca-Fernando Zóbel [es] faz parte da Línea de alta velocidad Madrid-Levante [es] e foi inaugurada em dezembro de 2010. Por ser a primeira estação da linha desde Madrid, é um ponto chave de ligação entre o leste e o oeste de Espanha. Cuenca é servida por comboios AVE da Série 112 da Renfe [es] que ligam com Madrid-Atocha, Valência e Albacete.[carece de fontes?]

## Cultura

### Património e urbanismo

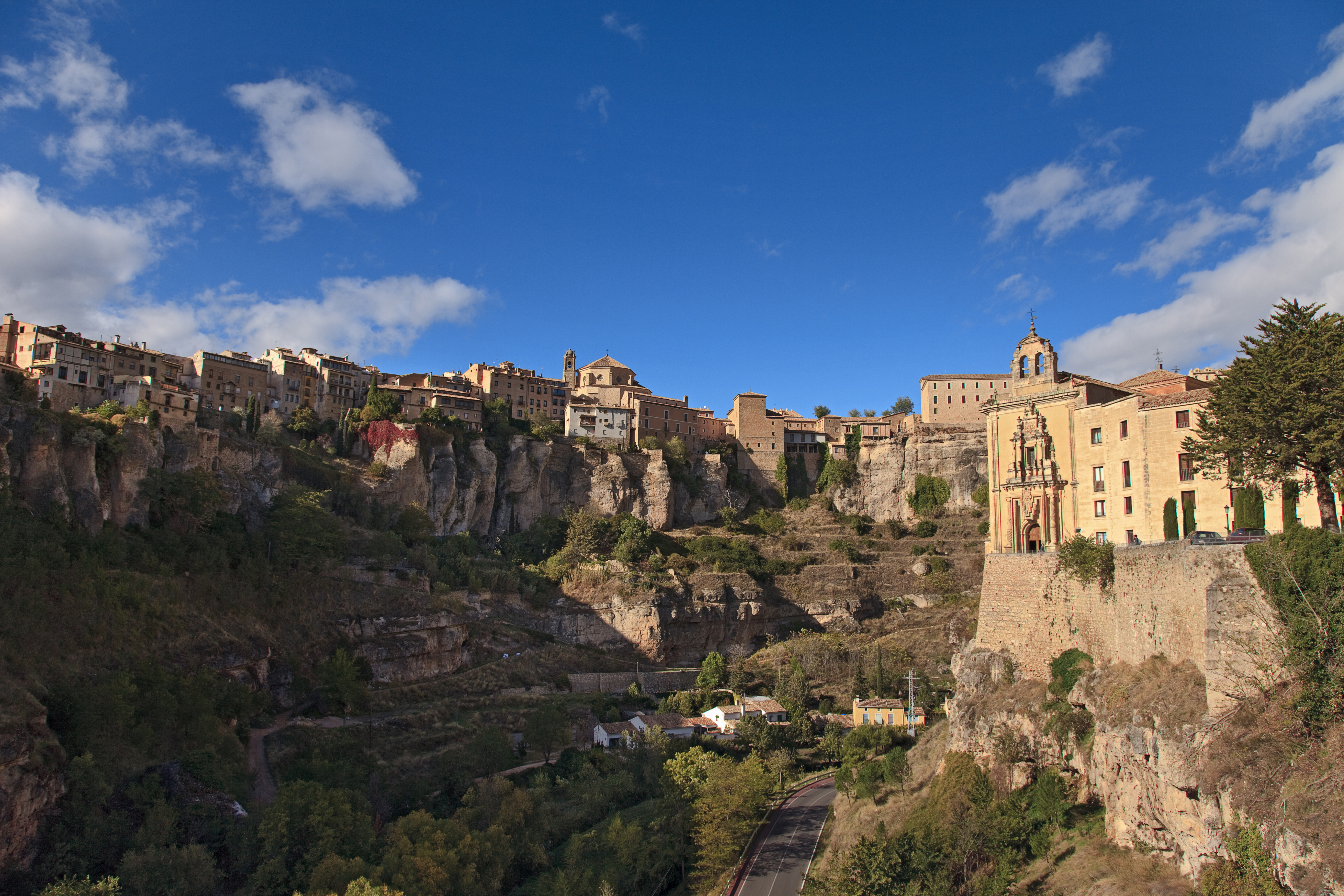
Vale do Huécar

#### Urbanismo
A cidade teve origem, c. século VIII em volta da alcáçova do andalusina de Qūnka, que ocupava aproximadamente o espaço do atual castelo. Esta fortaleza situava-se no ponto mais alto da zona, onde os desfiladeiros do rios Júcar e Huécar estão mais próximos, formando um pequeno promontório onde se foi desenvolvendo o núcleo urbano. A almedina andalusina formou-se no espaço compreendido entre a alcáçova e o  alcázar (palácio), que ocupava a área do que é hoje a Praça de Mangana, o Convento das Mercês, o seminário e parte da Rua Alfonso VIII.
A muralha encerrava a sul ao longo do rio Huécar (no que é hoje a Rua dos Tintes) e o espaço entre este trecho de muralha e o alcázar era usado para apascentar gado em tempo de guerra. A parte mais vulnerável da praça-forte era no local da confluência Huécar e do Júcar, na área da atual Ponte da Trindade. Nesse local, foi criada um açude (em árabe: buhayra), mediante a construção de comportas, que além de ser usado para irrigação, tinha funções defensivas, por dificultar de sobremaneira o acesso por esse lado. A mesquita principal deve ter-se situado no local da atual catedral, enquanto que o soco ocorria na entrada da cidade, possivelmente nas vizinhanças do atual bairro de San Martín. Ao longo do rio Júcar havia vários moinhos.

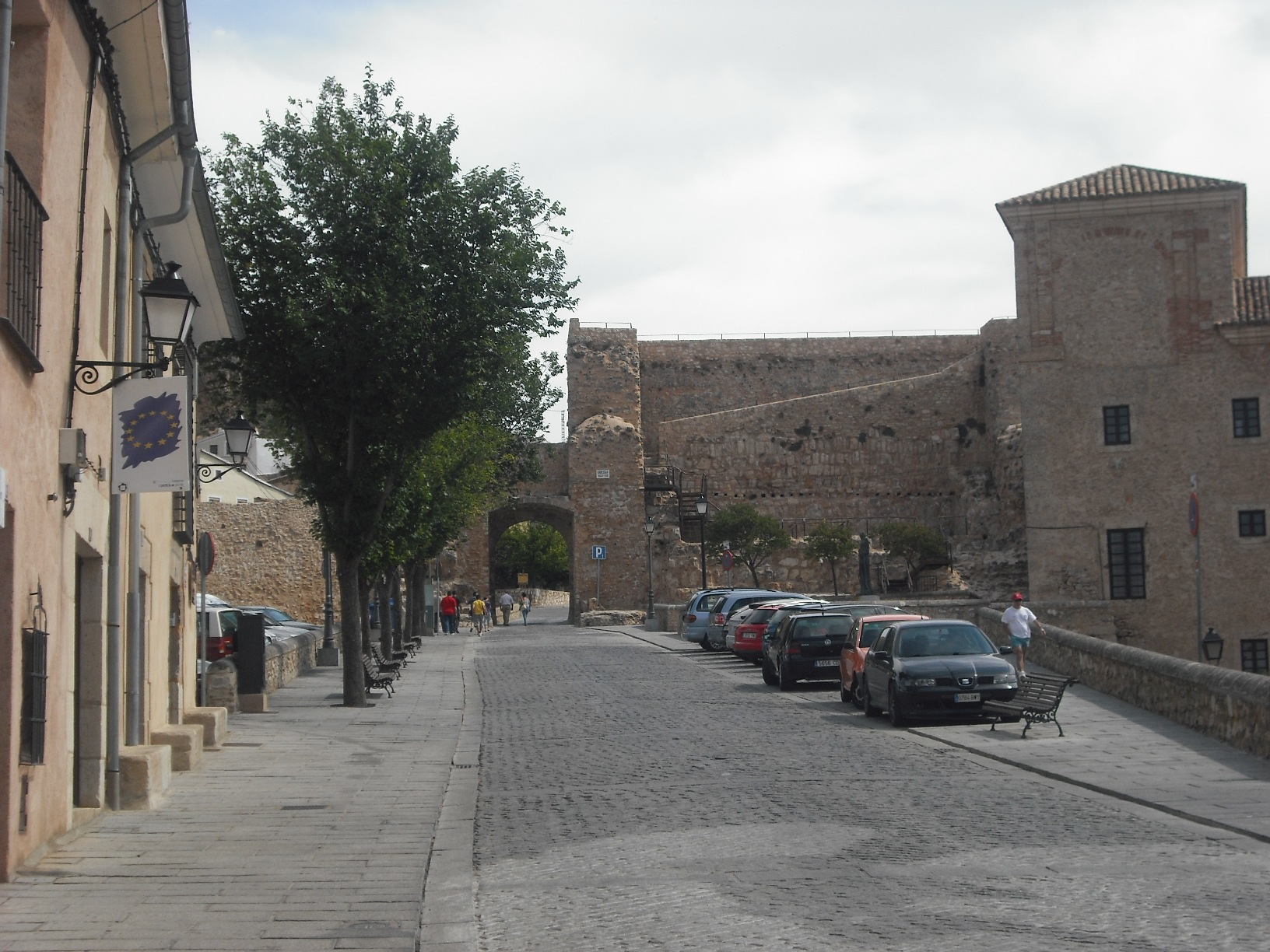
Castelo

A cidade cristã adaptou-se ao traçado do povoado islâmico e cerca do século XIV foi consolidada a parte baixa da cidade antiga. A judiaria situava-se na zona do alcázar e era rodeada por um adarve com várias portas. A  mouraria (bairro dos mouros e mudéjares) [es], de dimensões reduzidas, situava-se junto à muralha do Júcar. A cidade, ainda sem um traçado concreto, estava organizada segundo dois eixos. O primeiro, longitudinal e principal, atravessava a cidade desde a Ponte da Trindade até ao bairro do castelo. O segundo, transversal, ligava a Porta de Valência com a Porta de São João.
Um dos principais espaços da cidade é a Plaza Mayor, situada no meio do eixo longitudinal que atravessa a cidade antiga, da qual é o centro nevrálgico. Tem forma aproximadamente triangular e os seus limites são marcados pela catedral, a casa consistorial (paços do concelho) o Convento das Petras. Só no século XV é que se tornou a praça principal da cidade cristã, substituindo a Praça del Carmen (chamada então "la Picota") na função de local de reunião do concelho.
A Praça de Mangana ocupa o espaço do antigo alcázar e é nela que se situam a Torre de Mangana e o Monumento à Constituição, da autoria de Gustavo Torner. Foi objeto de campanhas arqueológicas que terminaram em finais de 2010, quando começaram as obras de conversão em área museológica ao ar livre, integrando os achados  arqueológicos com a função de praça pública. As ruínas mais relevantes encontradas durante as escavações que se previa integrar no museu são as do antigo alcázar, duma sinagoga e da Igreja de Santa Maria de Gracia.
| Código  | Nome                | Coordenadas                    |
| ------- | ------------------- | ------------------------------ |
| 781-001 | Recinto intramuros  | 40° 04' 35.8" N 2° 07' 54.3" O |
| 781-002 | Bairro do Castelo   | 40° 04' 56.4" N 2° 07' 32.6" O |
| 781-003 | Bairro de San Antón | 40° 04' 44.5" N 2° 08' 13.2" O |
| 781-004 | Bairro Tiradores    | 40° 04' 28.0" N 2° 07' 49.6" O |

#### Património Mundial
Desde 1996 que a parte antiga de Cuenca está classificada pela UNESCO como Património Mundial. A área classificada está dividida nas quatro zonas do quadro à direita. Essa área, com um rico património arquitetónico, está bem conservada e entre as suas características destaca-se a sua integração no meio físico. Grande parte da parte histórica é em si mesma um miradouro sobre os desfiladeiros dos rios Júcar e do Huécar, uma paisagem natural de grande valor.

#### Arquitetura religiosa

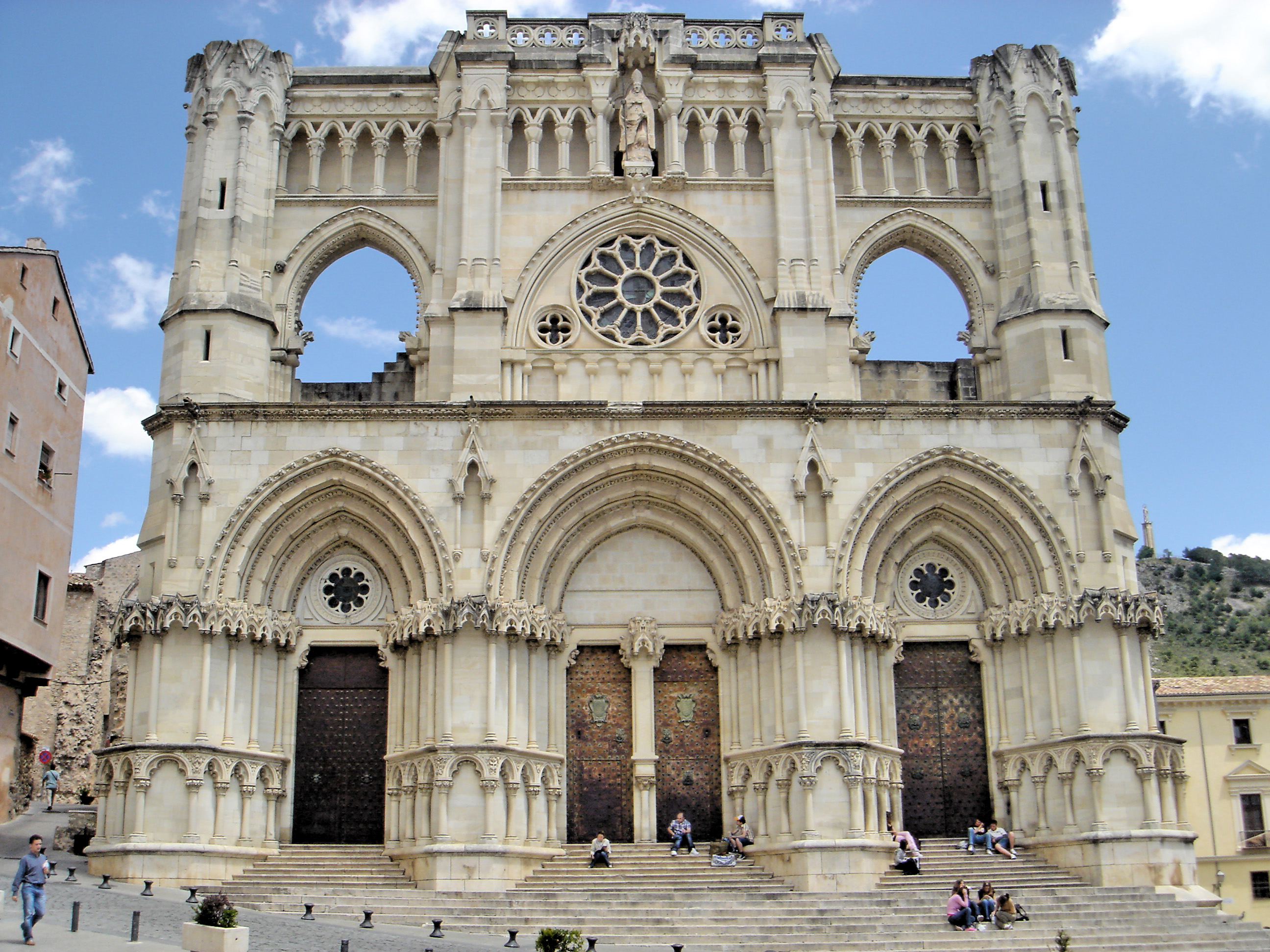
Catedral

##### Igrejas
- Catedral de Santa Maria e São Julião — É um dos exemplos mais antigos do gótico em Espanha. Começou a ser construída no século XII, no local onde se erguia a mesquita principal. Foi consagrada em 1208 pelo arcebispo Rodrigo Jiménez de Rada, mas só foi concluída em 1271. Trata-se de edifício excecional, com elementos de transição do românico para o gótico, além de outros dos séculos XIII e XIV.[47] A planta é em cruz latina, com três naves e transepto. Apresenta reminiscências cistercienses nas abóbadas, enquanto que a lanterna é de inspiração inglesa da escola anglo-normanda. As capelas laterais foram construídas a partir do século XVI, destacando-se a dos Apóstolos e a do Espírito Santo, também chamada dos Cavaleiros.[48] O acesso ao claustro faz-se pelo arco renascentista da autoria de Esteban Jamete.[10] Também digno de menção é a peça escultórica "El Transparente",[a] uma criação barroca de Ventura Rodríguez (1717–1785).[50][47] Em 1902 foi demolida da Torre do Giraldillo, o que danificou seriamente a fachada, a qual teve que ser também demolida, tendo sido reconstruída em estilo neogótico. A última modificação foi a instalação dos vitrais em falta, realizados por por artistas contemporâneos como Gustavo Torner [es].[47]

- Paço episcopal [es] — Situa-se junto à catedral e nele está instalado o Museu Diocesano. O edifício é o resultado de múltiplas modificações e reconstruções levadas a cabo desde que começou a ser construído no século XIII.[47] Destaca-se a sua fachada, reconstruída no século XVIII.[16]

- Igreja de Santo André [es] (San Andrés) — Foi construída no século XVI sob a direção do arquiteto Pedro de Alviz. Em 1936, durante a Guerra Civil, foi seriamente danificada. Depois da guerra foi cedida às confrarias da cidade, a fim de ali guardarem os seus andores.[16]

- Igreja de São Miguel [es] — Começou a ser construída no século XIII e conserva a abside dessa época.[16] O resto do templo foi reconstruído no século XVIII e foi restaurada no século XX. Destaca-se o seu portal renascentista. Atualmente é frequentemente usada para a realização de concertos e outros eventos culturais.[10]

- Igreja de São Nicolau de Bari [es] —  É um edifício austero, com uma só nave, de estilo renascentistas.[10] Situa-se numa bela praça, à qual se acede pelo Arco de São Nicolau.[16]

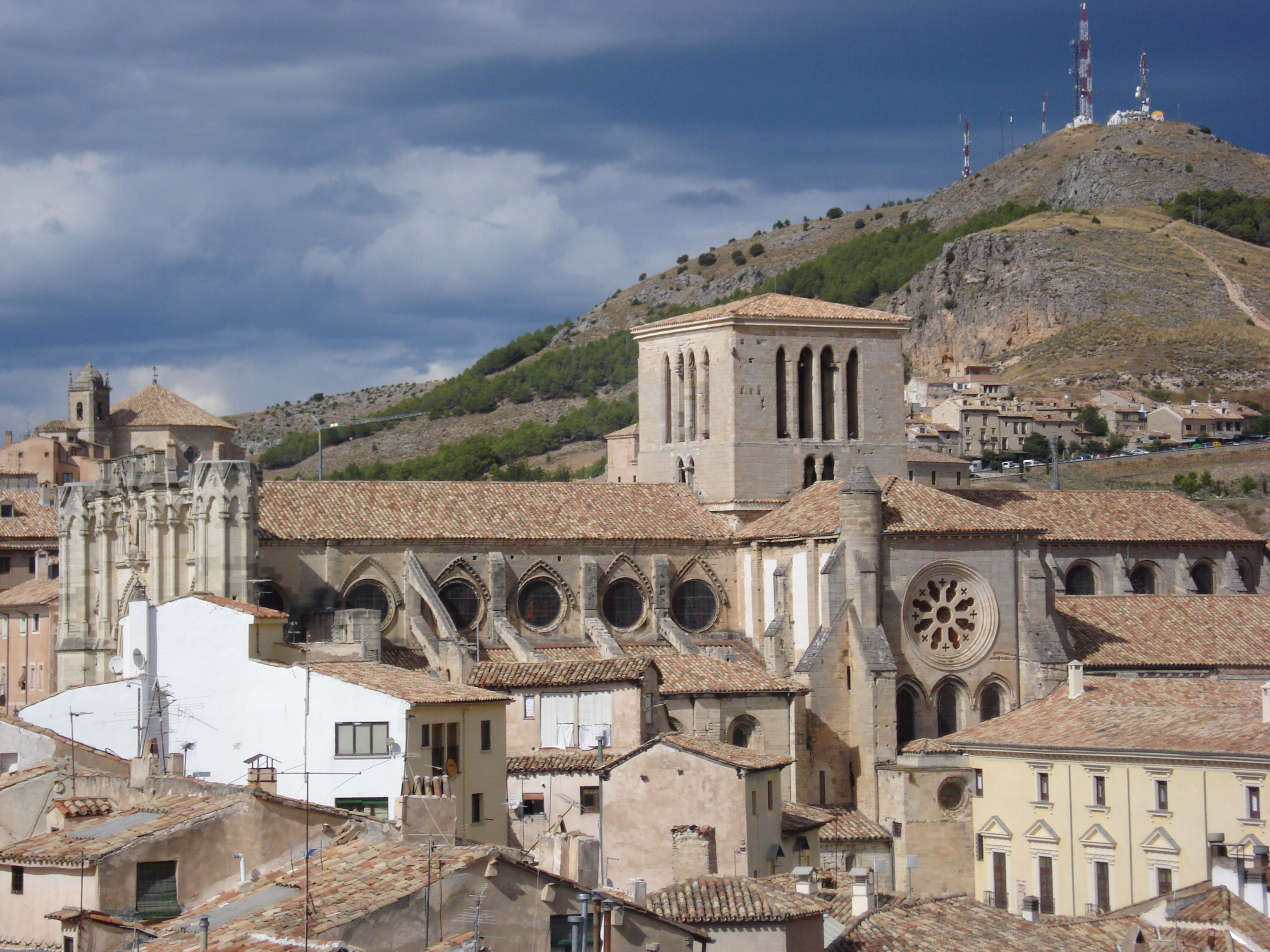
Catedral
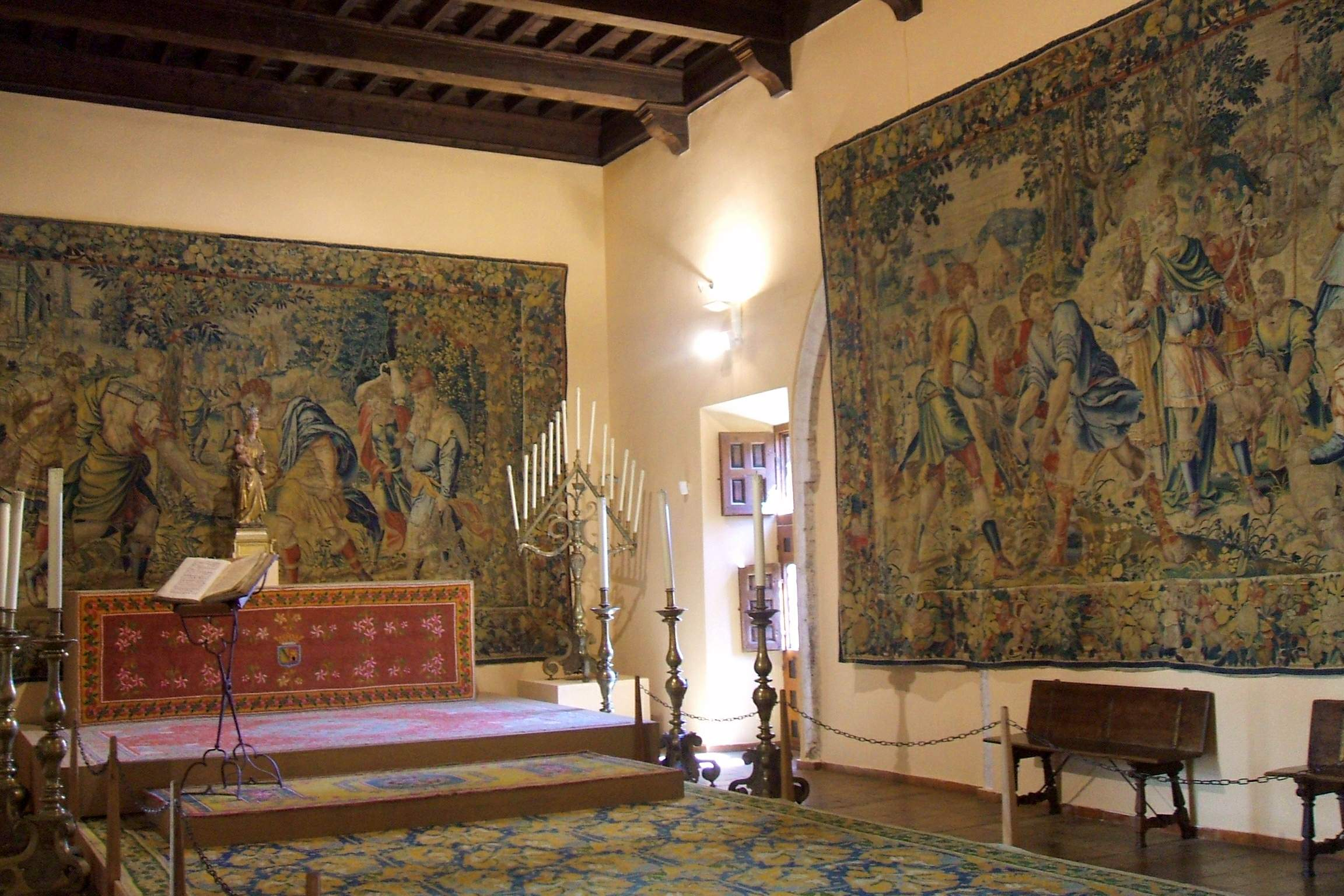
Paço episcopal
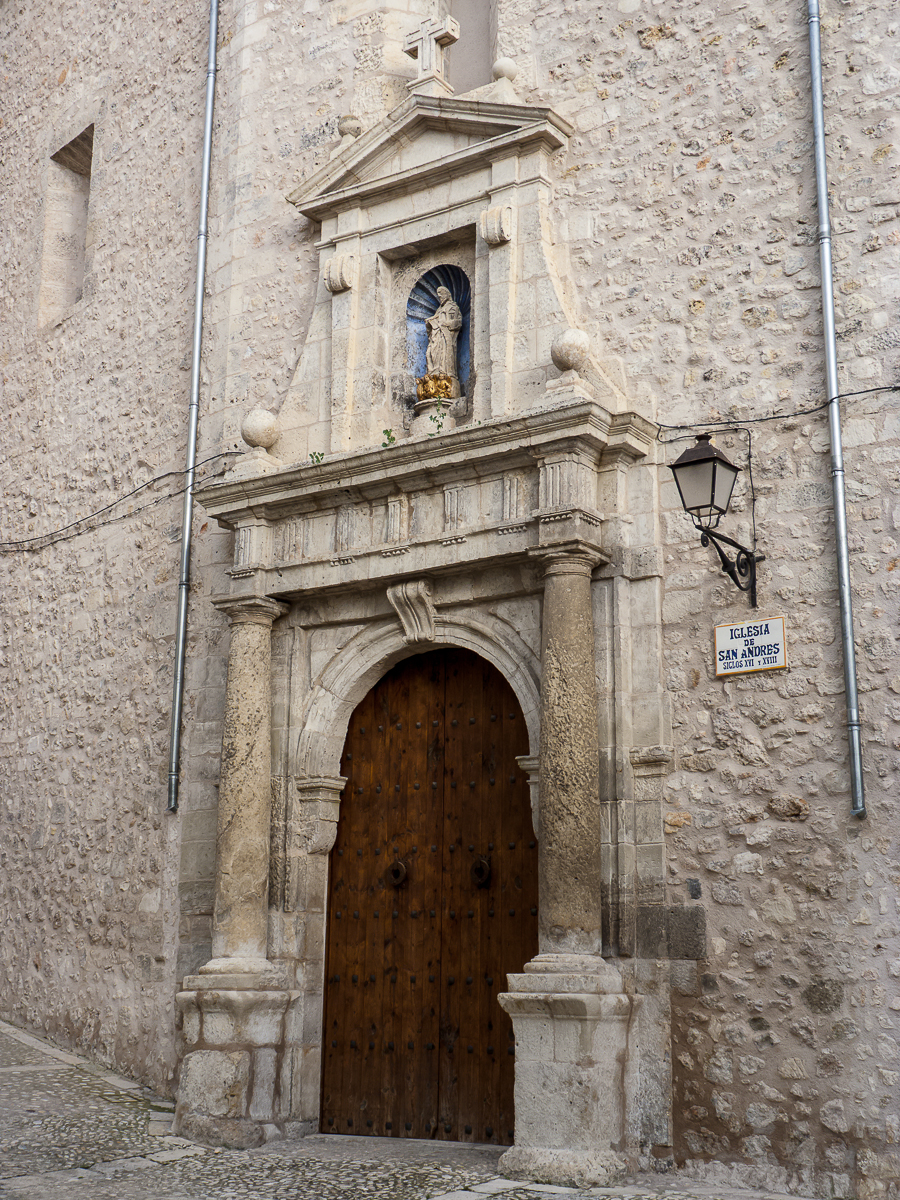
Igreja de Santo André
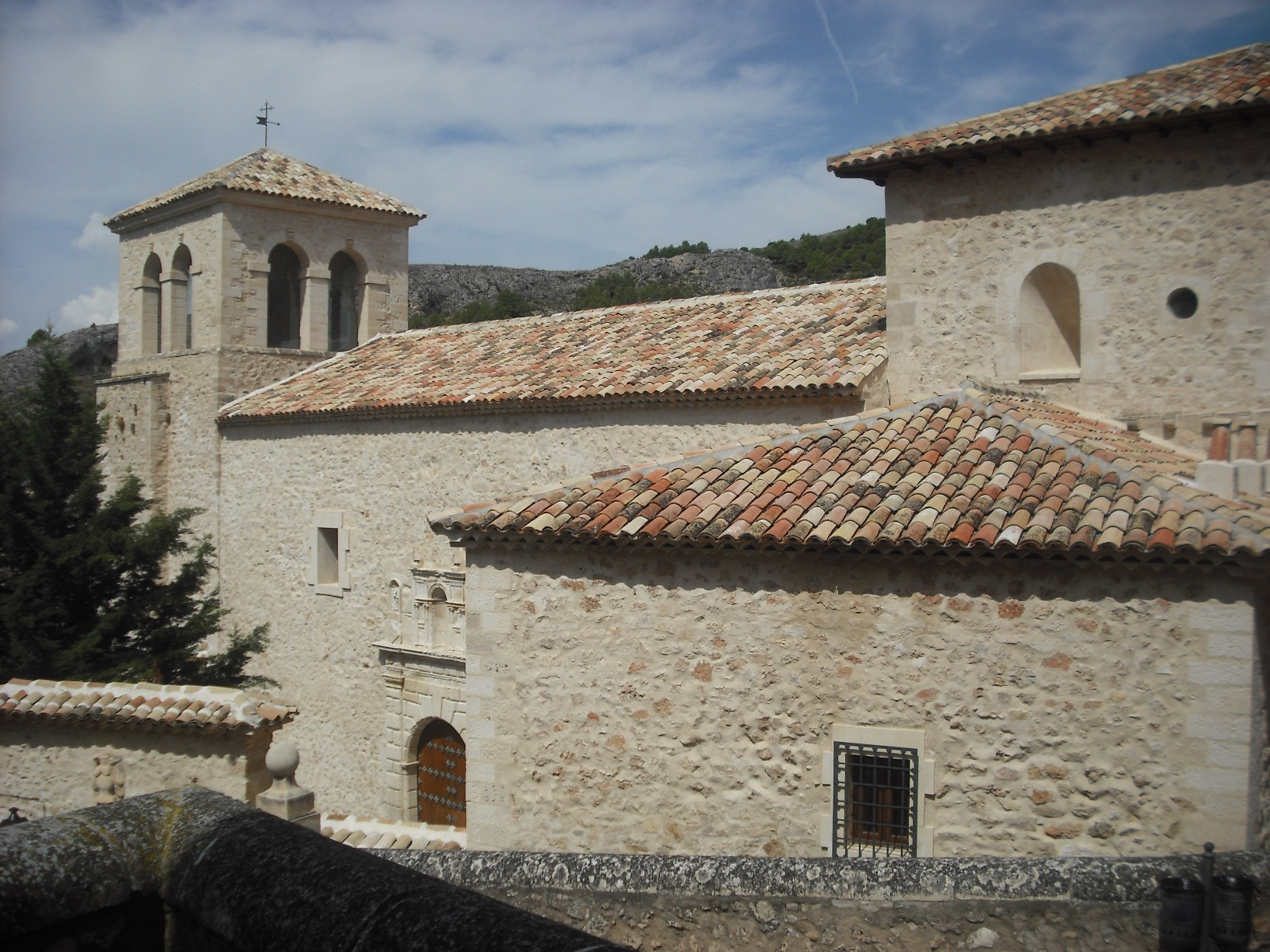
Igreja de São Miguel
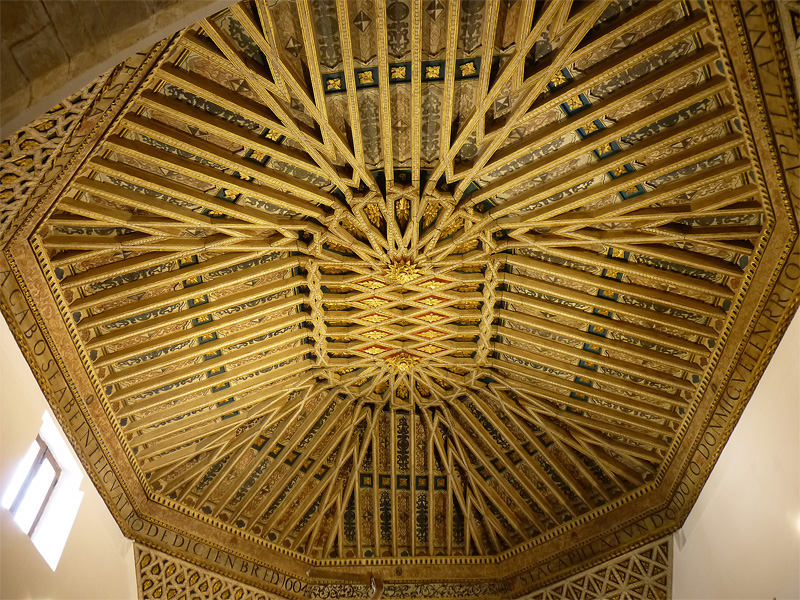
Teto da Capela de São Marcos, na Igreja de São Pedro
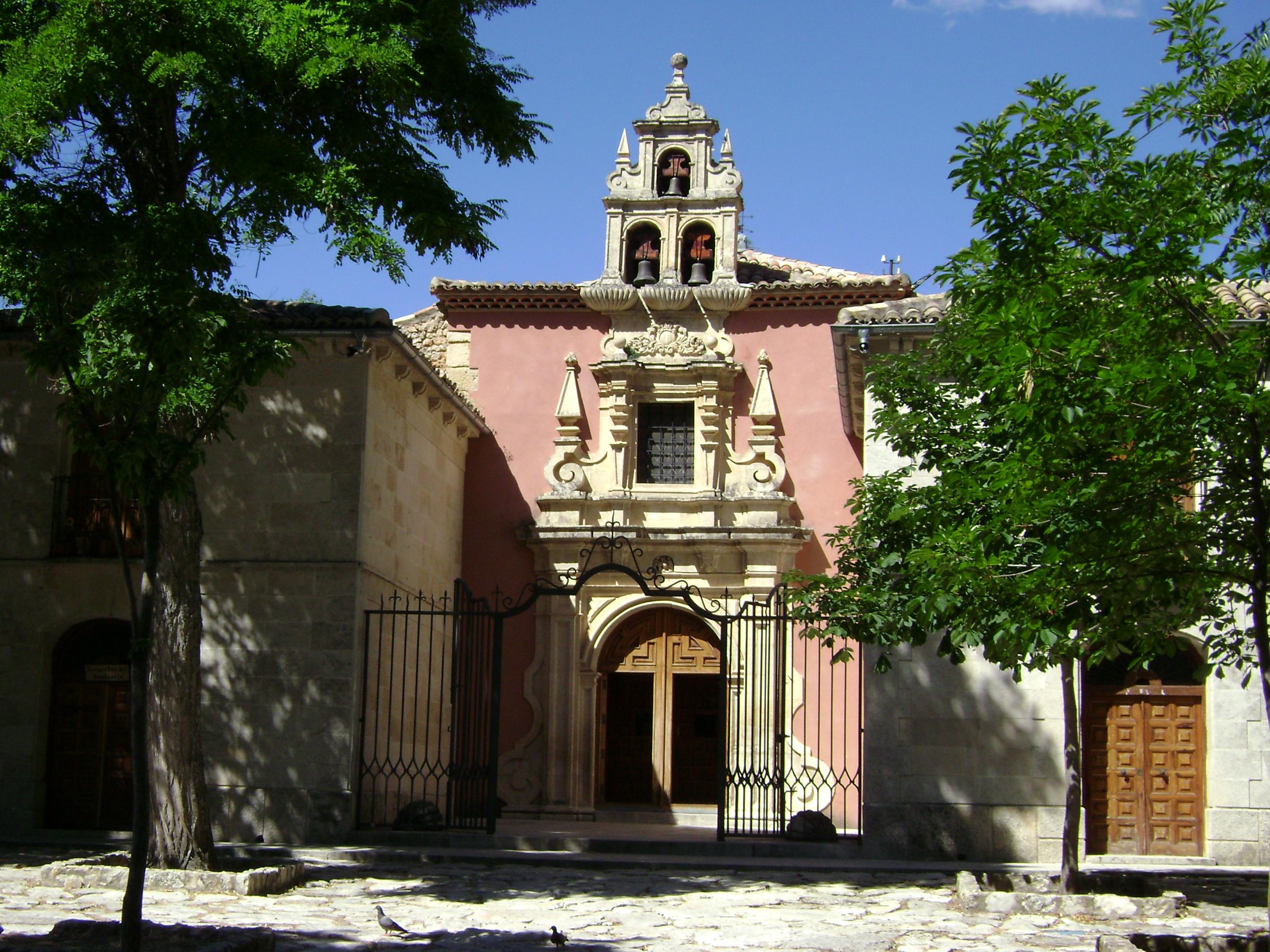
Ermida da Virgem das Angústias
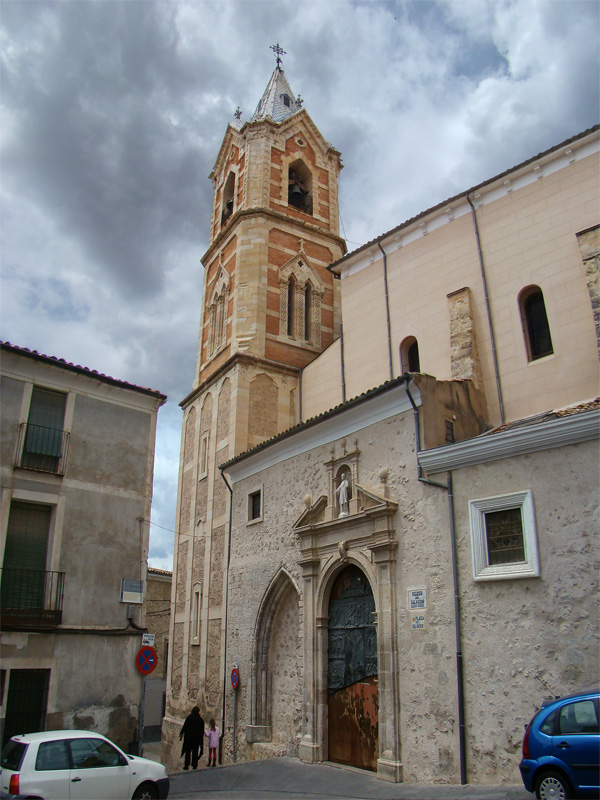
Igreja do Salvador
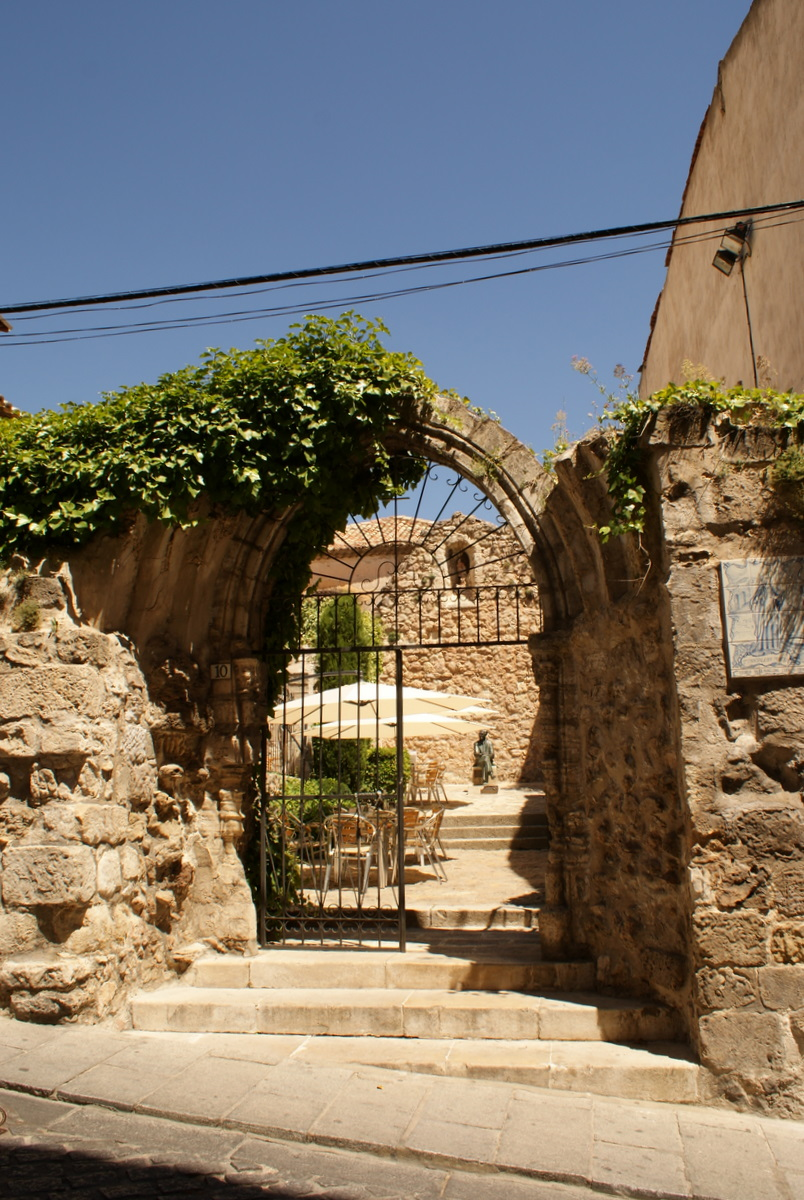
Ruínas da Igreja de São Pantaleão
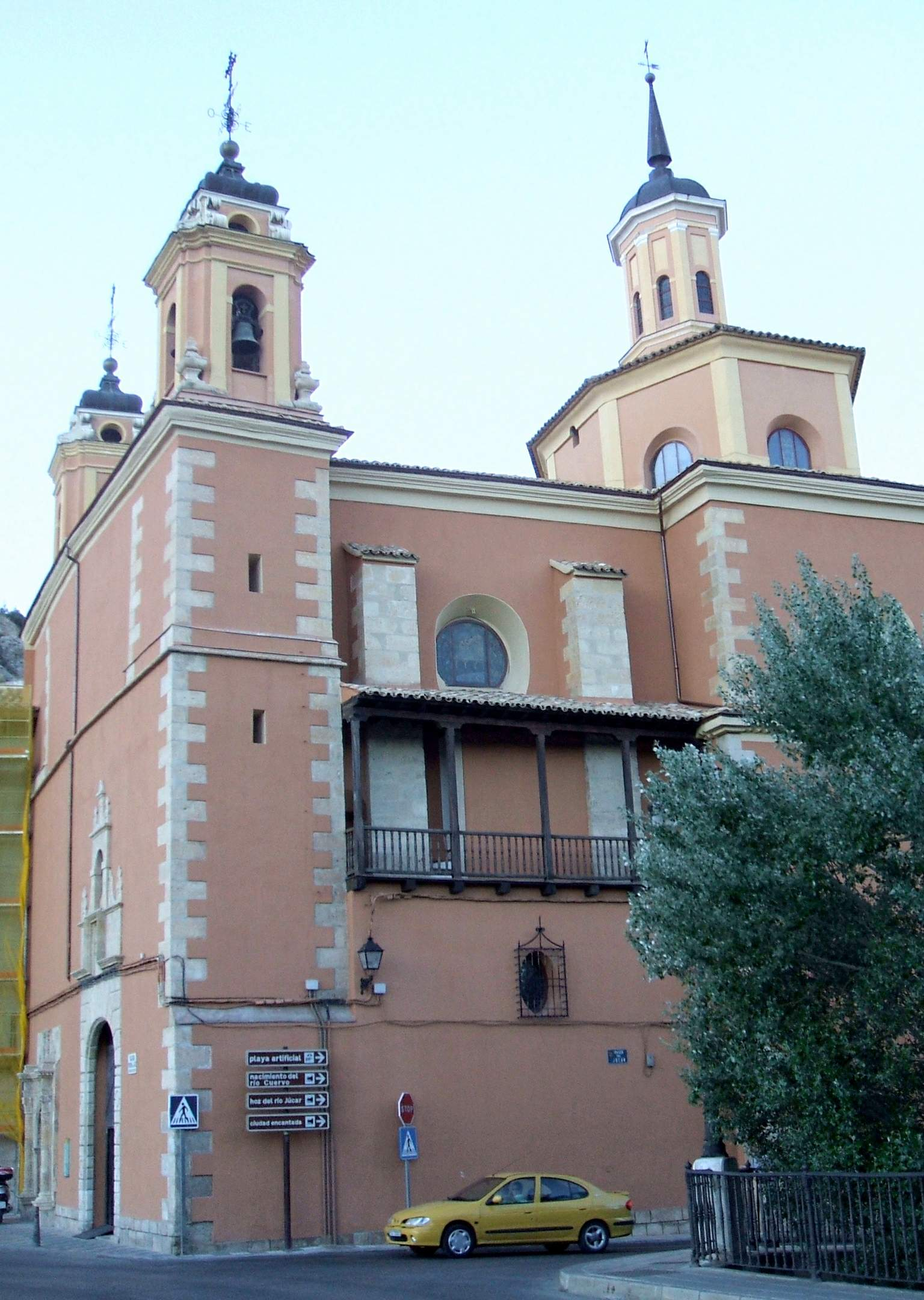
Igreja da Virgem da Luz

- Igreja de São Pedro [es] — Foi construída no século XVIII, no local onde existiu uma mesquita. Tem planta octogonal, uma grande cúpula sobre um tambor e um impressionante artesoado mudéjar do século XVI. O projeto foi da autoria do arquiteto Martín de Aldehuela [es], que também trabalhou na Igreja de Nossa Senhora da Luz e no Convento das Petras [es] (ou de São Pedro das Justinianas).[51] No seu interior há obras do escultor de imagens da Semana Santa conquense Marco Pérez.[16]

- Ermida da Virgem das Angústias — É uma pequena edificação afastada do perímetro urbano e intimamente relacionada com a Semana Santa local. O portal é do século XVII, enquanto que o resto do edifício é do século seguinte, obra de Martín de Aldehuela.

- Igreja de Santa Cruz [es] — Foi construída no século XVI e passou por várias reformas. Atualmente é usada como sala de exposição e venda de produtos artesanais.[10]

- Igreja do Salvador [es] — É uma edificação do século XVI, com uma nave e capelas nos contrafortes, segundo a tradição levantina. Era coberta por uma armadura de madeira que foi substituída. A torre atual foi construída entre 1903[16] e 1905. As portas são uma obra do escultor Miguel Zapata.[52]

- Igreja de São Pantaleão [es] — Foi erigida pelos Templários no século XIII e atualmente dela só restam algumas ruínas.[16]

- Igreja de Nossa Senhora da Luz (ou da Virgem da Luz) — Foi construída no século XVI sobre uma ermida que segundo a tradição teria sido mandada construir por Afonso VIII de Castela depois de lhe ter aparecido a Virgem Maria.[10]

##### Conventos e mosteiros

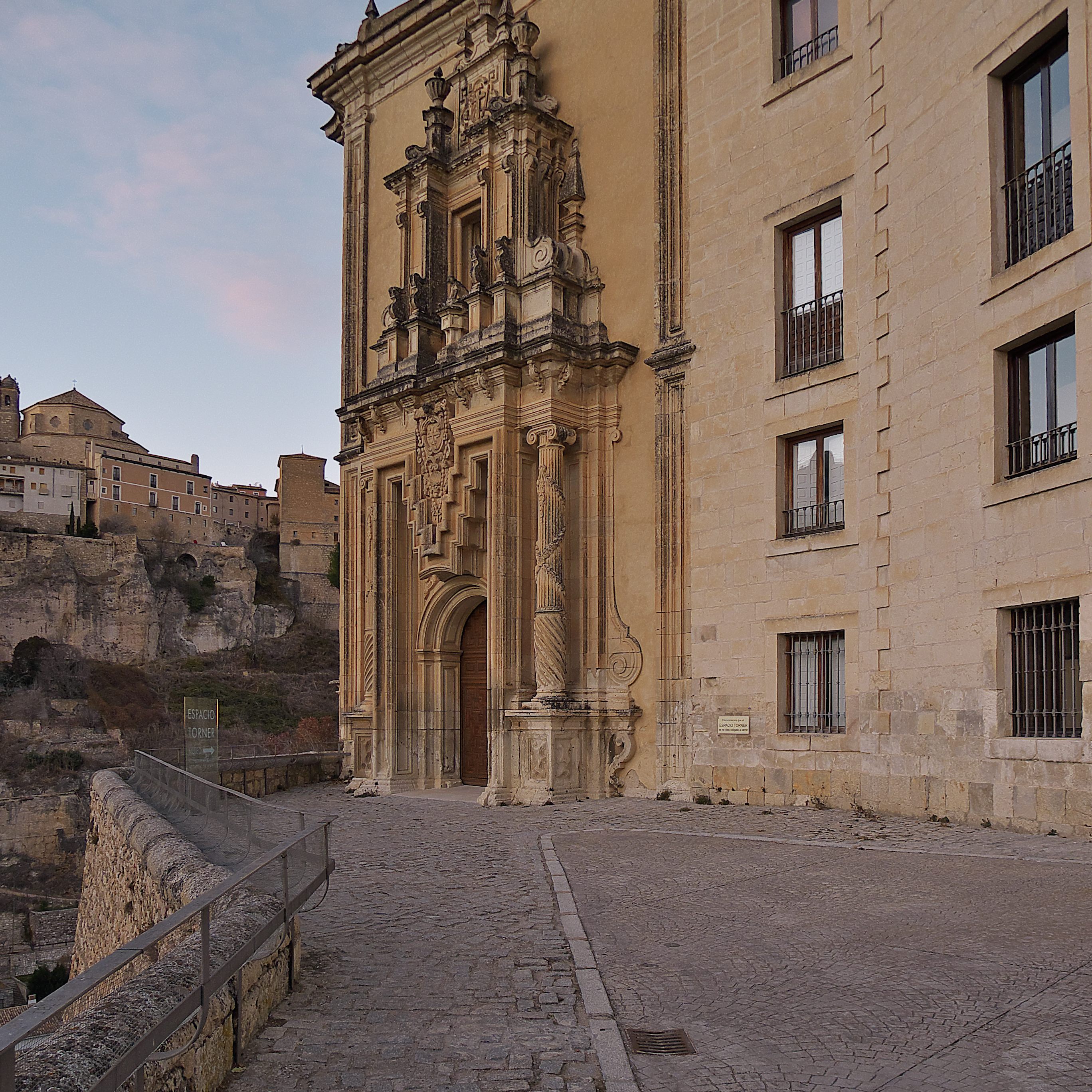
Convento de São Paulo

- Convento de São Paulo [es] — É um antigo convento dominicano que começou a ser construído em 1523, aproveitando a estrutura rochosa do desfiladeiro. Atualmente é um parador de turismmo (hotel de luxo). A igreja é de estilo gótico tardio e o portal de transição entre o barroco e o rococó; atualmente alberga o Espaço Torner, um centro cultural e de exposições.[10]

- Convento das Mercês [es] — É um antigo cenóbio da Ordem das Mercês, edificado entre os séculos XVI e XVIII, de estilo predominantemente barroco. O edifício conserva algumas paredes do antigo palácio do marqueses de Cañete e Hurtado de Mendoza [es], vice-reis do Peru e fundadores da cidade de Cuenca no Equador. As suas dependências estão atualmente repartidas entre o Seminário Conciliar de São Julião e a comunidade de monjas Escravas do Santíssimo Sacramento e de Maria Imaculada [es].[16]

- Convento de São Filipe Néri [es] — A sua construção foi dirigida por José Martín no século XVIII e é um dos melhores exemplos do rococó em Espanha.[16] Adquire grande protagonismo durante Semana Santa, pois nas suas escadarias é cantado o Misere.[10]

- Convento de São Pedro das Justinianas [es] — Também conhecido como Convento das Petras, situa-se na Plaza Mayor e foi construído no século XVIII.[43]

- Convento das Angélicas — Anexo à Igreja de São Nicolau de Bari, foi edificado no século XVI. Atualmente alberga uma escola profissional.

- Convento das Zeladoras do Sagrado Coração de Jesus — Foi construído no século XVII e atualmente é um hotel.[16]

- Mosteiro da Conceição Franciscana [es] — É um mosteiro feminino de clausura da Ordem da Imaculada Conceição, construído no século XV. Situa-se extramuros, na antiga Porta de Valência.

- Mosteiro dos Franciscanos Descalços — É um edifício do século XVI em cujo átrio se destaca a chamada Cruz do Convertido, uma cruz talhada em pedra com uma mão esculpida, que segundo a lenda, pertenceu a D. Diego,[10] um personagem da lenda de D. Diego e D. Diana. Esta última, que era o Diabo transformado em mulher, arrasta Diego para um sem fim de rebeldias. Diego acaba por descobrir que tudo é obra dos enganos do maligno e volta a ter um comportamento normal.[16]

- Mosteiro das Madres Beneditinas [es] — Foi fundado em 1448 e nele destaca-se a fachada sudoeste, com alvenaria e silhar à vista e uma composição janelas, todas elas protegidas por grades de ferro forjado de traça simples.[16]

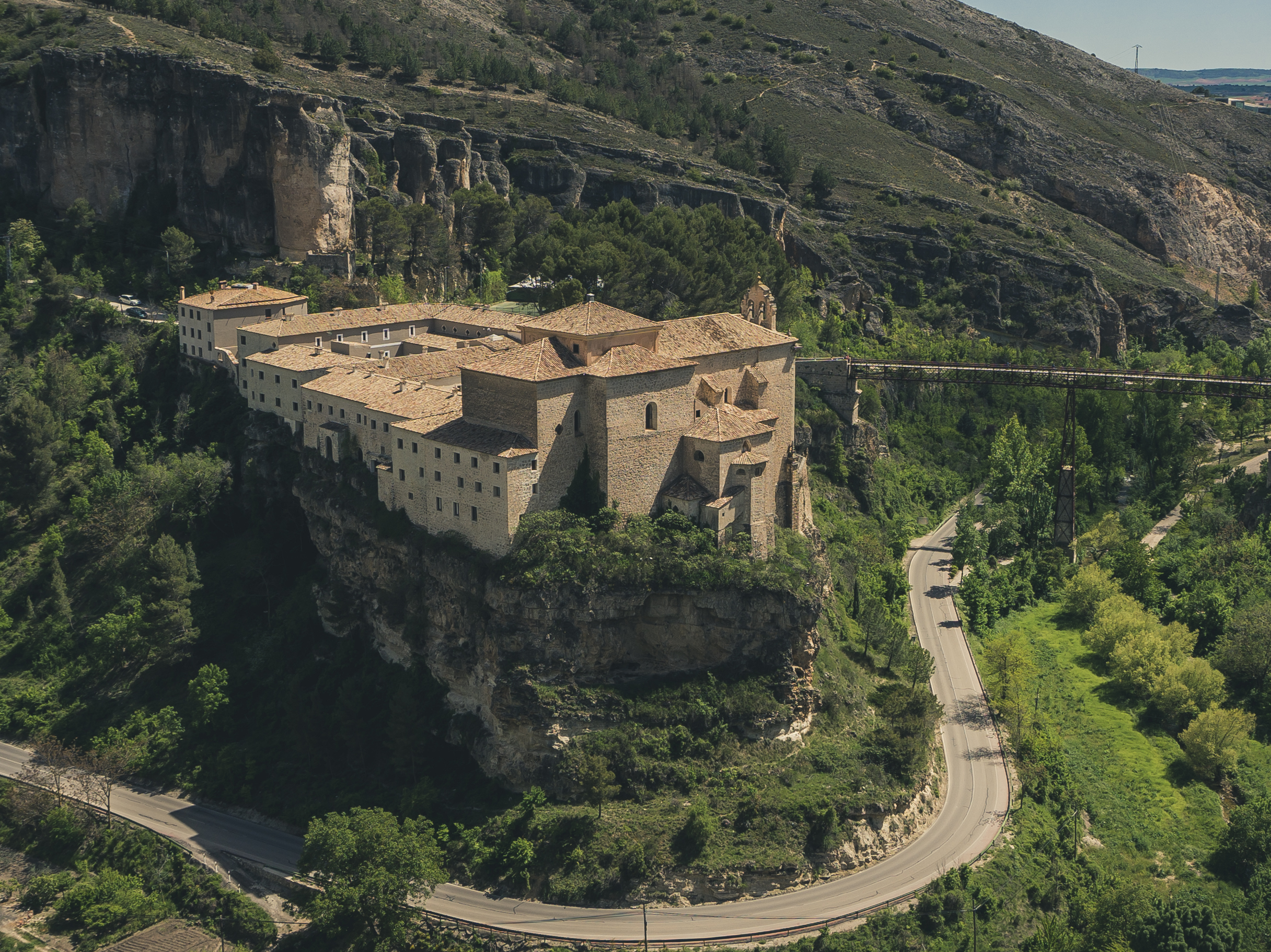
Convento de São Paulo
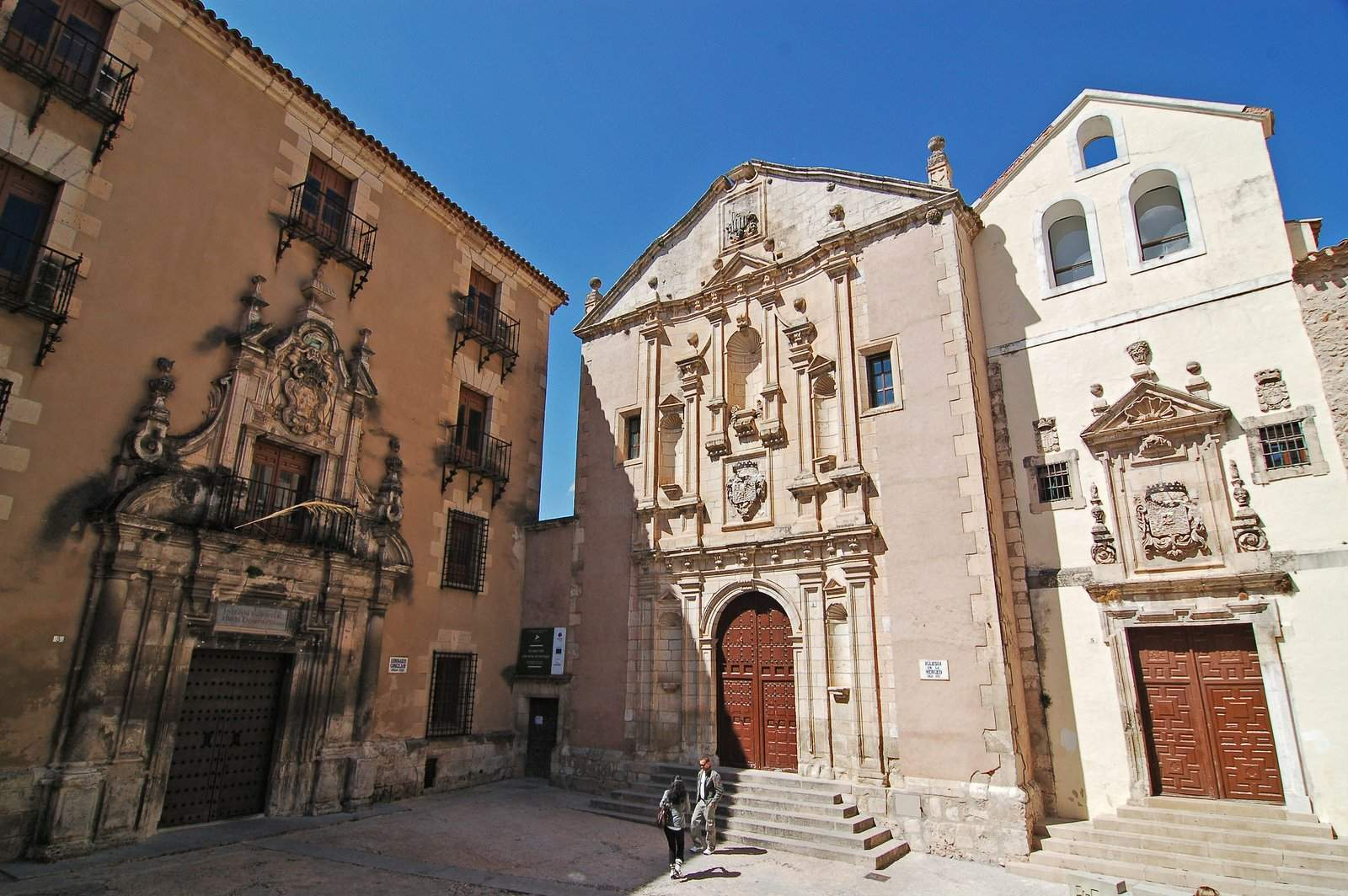
Convento das Mercês
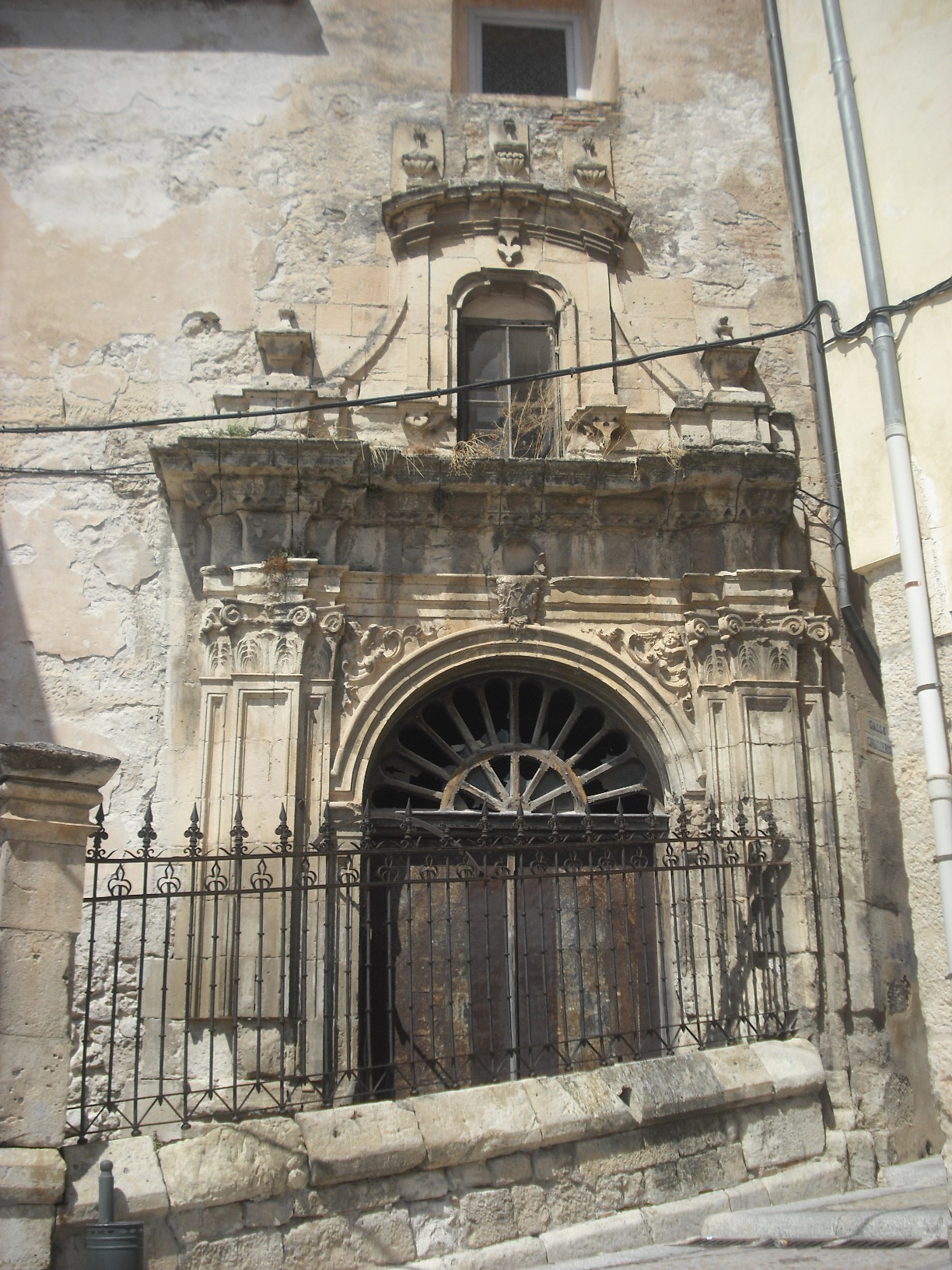
Convento de São Filipe Néri
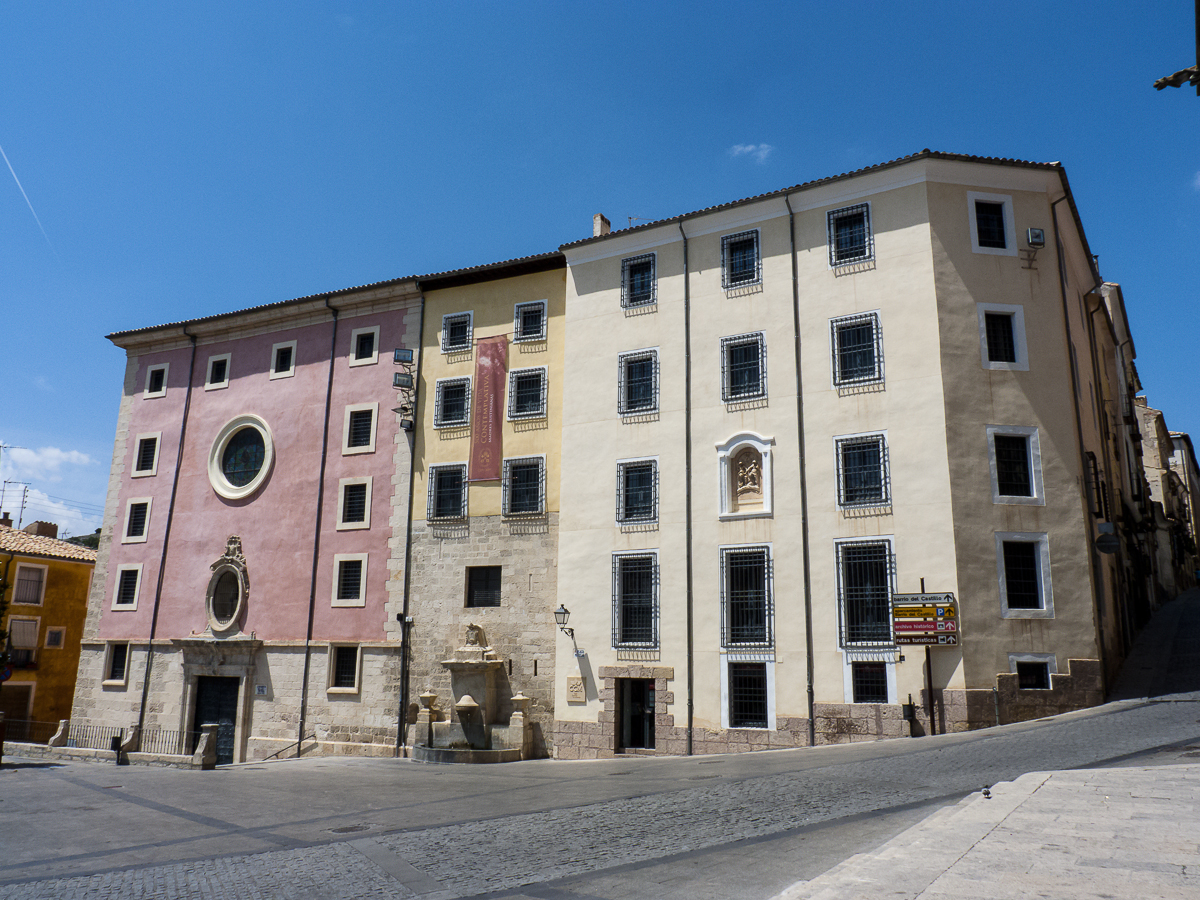
Convento das Petras

#### Arquitetura civil

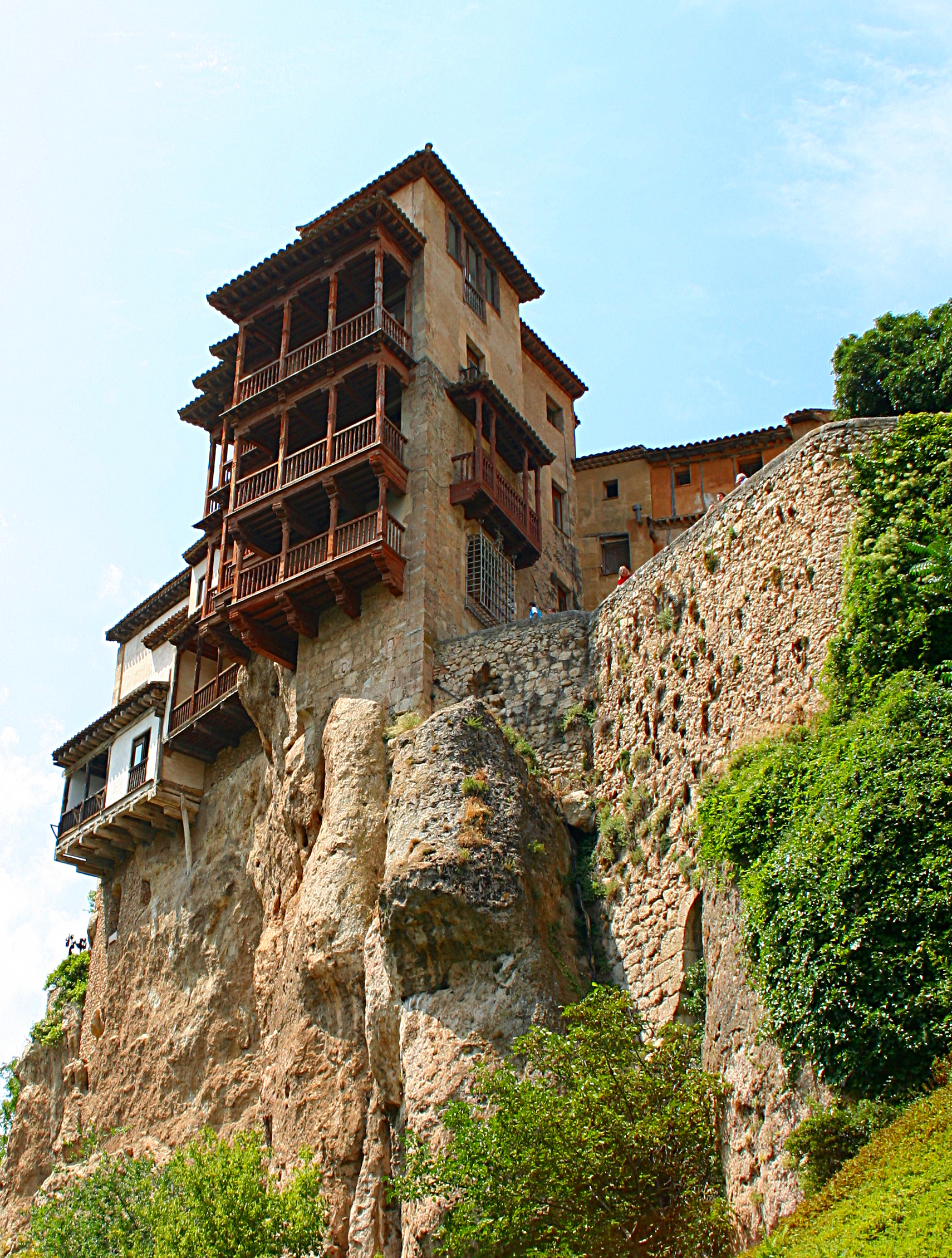
Uma das "casas penduradas" (casas colgadas)

- "Casas penduradas" [es] (casas colgadas) — São o monumento mais conhecido e peculiar da cidade, constituído por um conjunto de casas desde pelo menos o século XV sobre as escarpas da garganta do Huécar. A sua origem parece ser casa senhorial e têm tido vários usos, entre eles o de sede do ayuntamiento. Atualmente o cojunto é composto por três casas, duas delas (as Casas do Rei) albergam o Museu de Arte Abstrata Espanhola,[10] enquanto que na outra há um mesón (restaurante típico).[53]

- "Arranha-céus" da Rua Alfonso VIII — As casas de um dos lados da rua são conhecidos como "arranha-céus" devido à altura de alguns deles ser equivalente a mais de dez andares nas traseiras, que dão para a garganta do Huécar. Na parte que dá para a rua têm apenas três ou quatro andares.[44]

- Torre de Mangana [es] — É uma torre que deve o nome, usado desde o século XVI, ao seu relógio. Situa-se na área outrora ocupada pela alcáçova do período islâmico,[10] onde se situou o mudéjar e depois a judiaria, dos quais apenas há vestígios atualmente.[16]

- Casa consistorial [es] (paços do concelho) — É o edifício da sede do ayuntamiento (administração municipal), que foi construído em 1733. As obras foram dirigidqas por Lorenzo de Santa María e o projeto foi de Jaime Bort y Meliá [es]. Fecha a Plaza Mayor e comunica com a Rua de Alfonso VIII através de arcadas porticadas.[10]

- Ponte de São Paulo [es] — Situada sobre o vale do Huécar, a estrutura atual, de ferro e madeira, data de 1902.[10] Anteriormente existiu  uma ponte de pedra no mesmo local, construída entre 1533 e 1589, que ruiu. A nova ponte usam os pilares da antiga. As vistas mais conhecidas das casas colgadas são desta ponte.[16]

- Ponte de Santo Antão — Cruza o rio Júcar e é de origem medieval, embora tenha sido reformada várias vezes até ao século XIX.[10]

- Castelo — Situa-se no local da antiga alcáçova do período muçulmano.[16] Está em ruínas, conservando-se uma torre de menagem com cubos quadrados. No pano da muralha onde se encontra a torre encontra-se o arco de Bezudo,  de volta perfeita, reformado no século XVI; junto a ele há um escudo com um tosão.[10]

- Arquivo Histórico Provincial de Cuenca [es] — Situado perto do castelo, foi construído século XVI e até ao século XIX foi a sede do trubunal da Inquisição de Cuenca e Siguença.[16][10]

- Casa do Corregedor [es] — É um edifício de três andares, desenhado por José Martín no século XVIII. Situa-se na Rua Alfonso VIII, a principal artéria da cidade até ao século XIX.[10]

- Palácio da Deputação Provincial  [es] — É um edifício de estilo neoclássico, rodeado por uma jardim, que começou a ser construído no início da década de 1880 mas só foi inaugurado oficialmente em 1905 e a construção só foi completamente concluída em 1926.[12]

- Hospital de Santiago Apóstolo [es] — Foi criado no século XII como albergue de peregrinos do Caminho de Santiago e hospital para recuperação de cristãos resgatados do cativeiro.[16] O edifício atual data do século XVII e continua a funcionar como hospital.[54]

- Colégio de São José [es] — Atualmente um hotel (Pousada de São José), foi originalmente um palácio da família do pintor Juan Bautista Martínez del Mazo [es] (1611–1667), construído no século XVII; depois foi um colégio e mais recentemente foi a sede do coro da catedral antes de ser hotel.[16]

- Antigo Colégio dos Jesuítas — Dele só restam duas fachadas.[16]

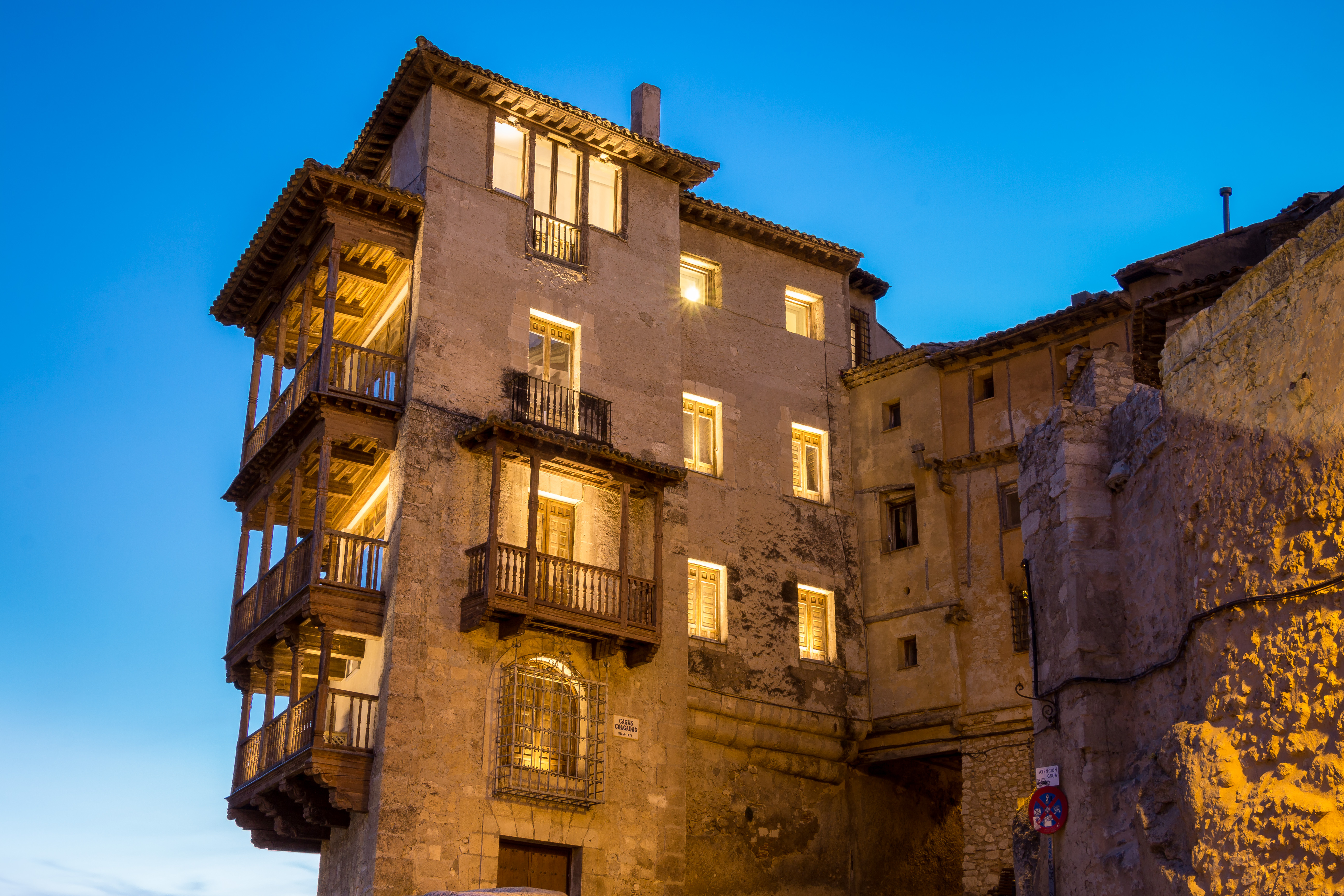
Casa colgada
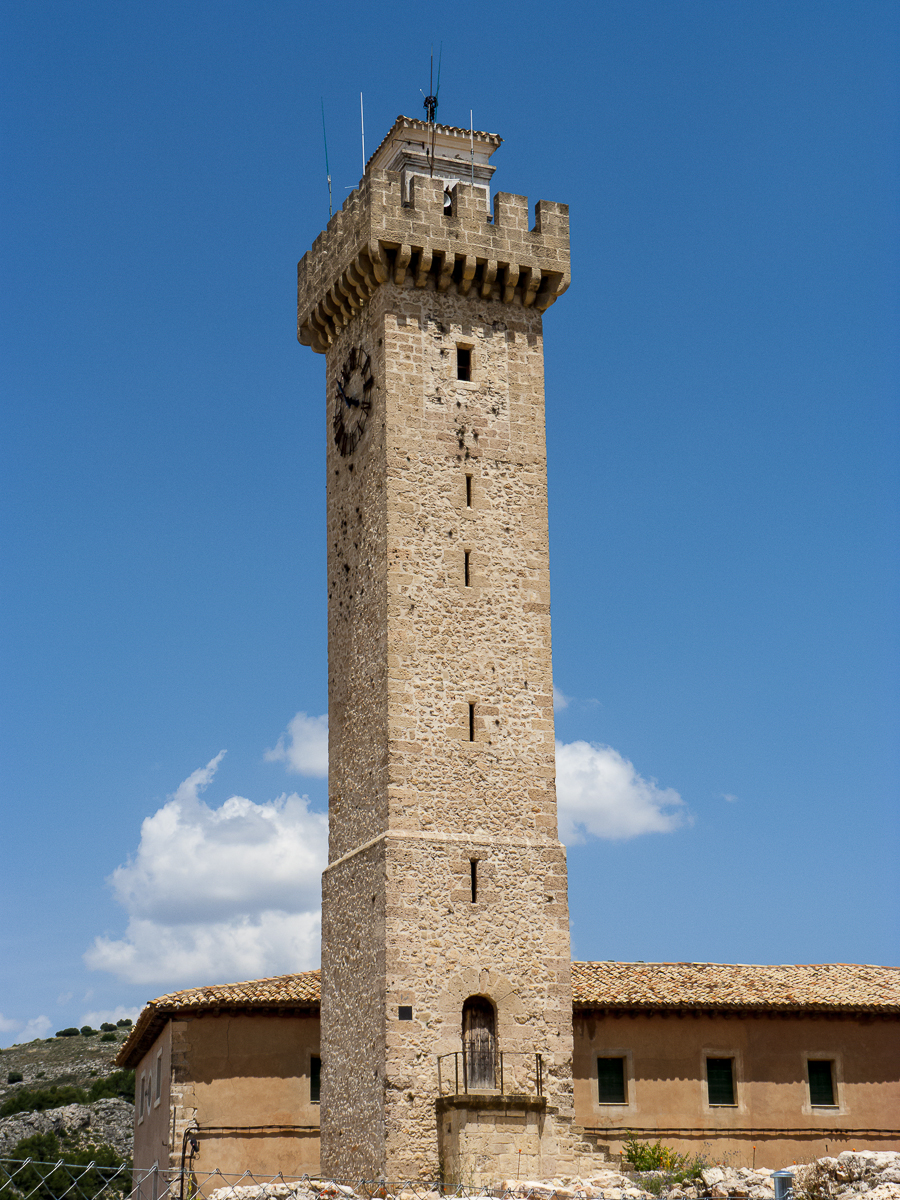
Torre de Mangana
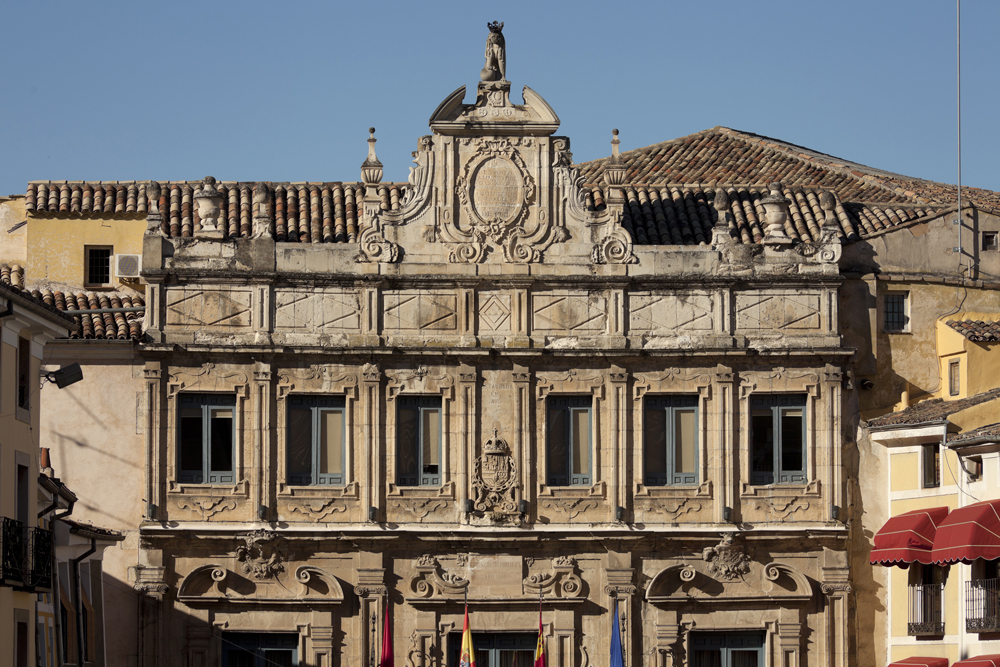
Casa consistorial
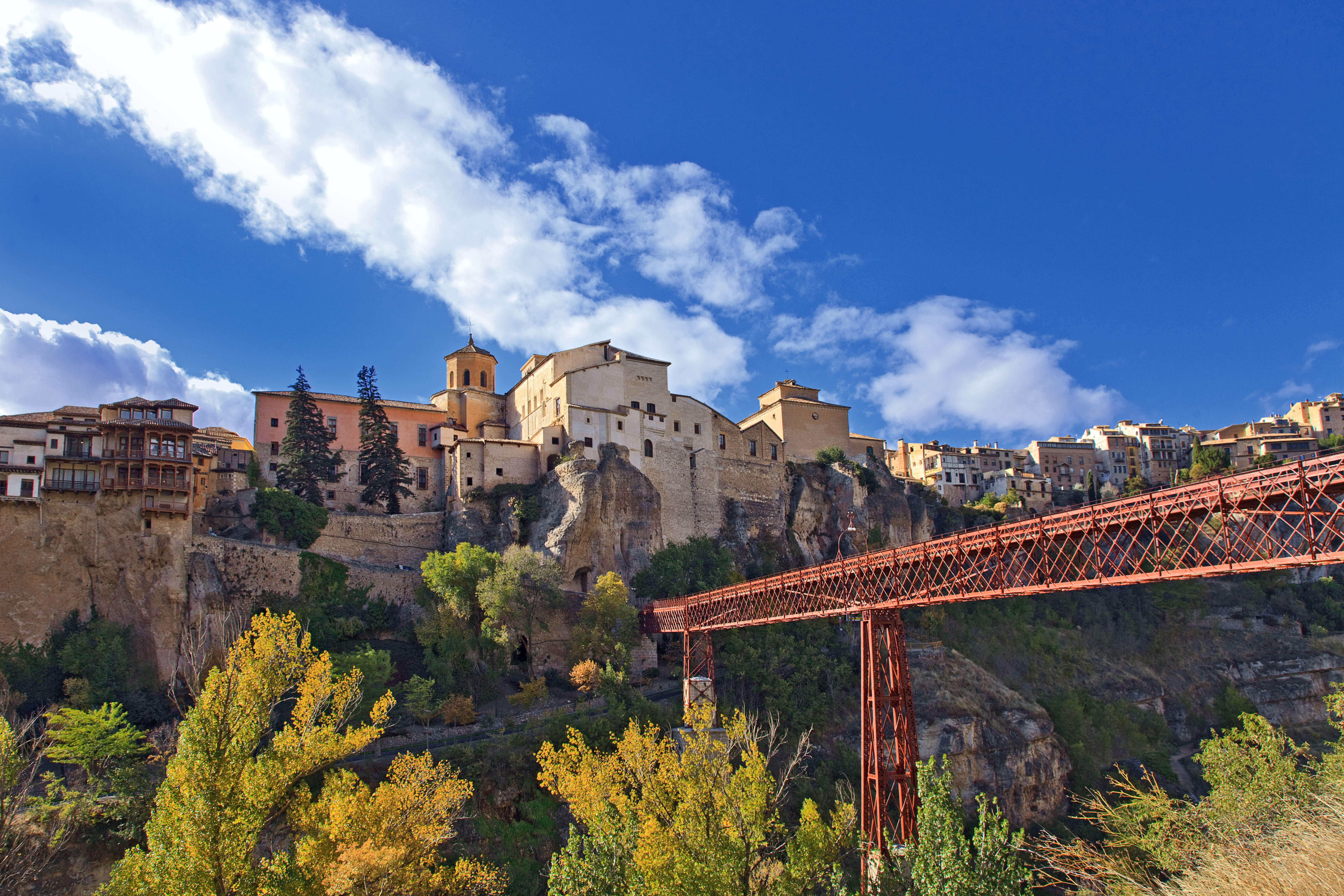
Ponte de São Paulo
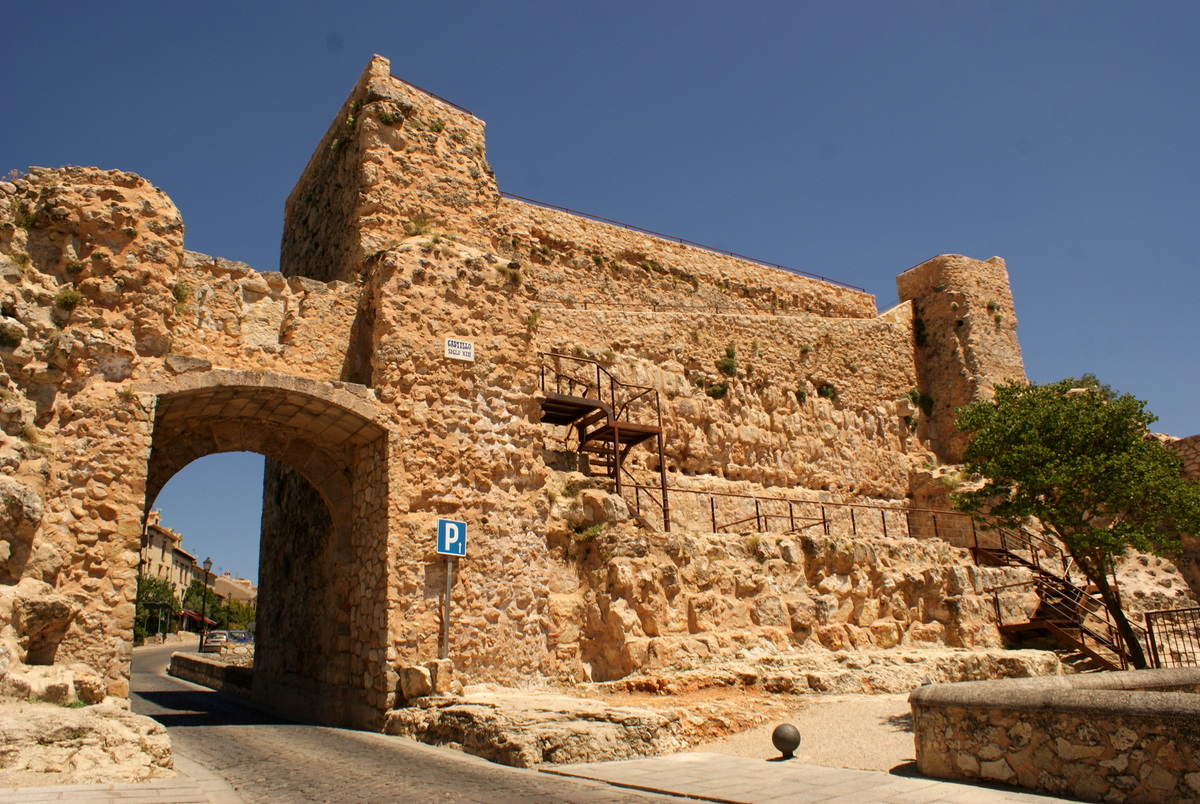
Castelo
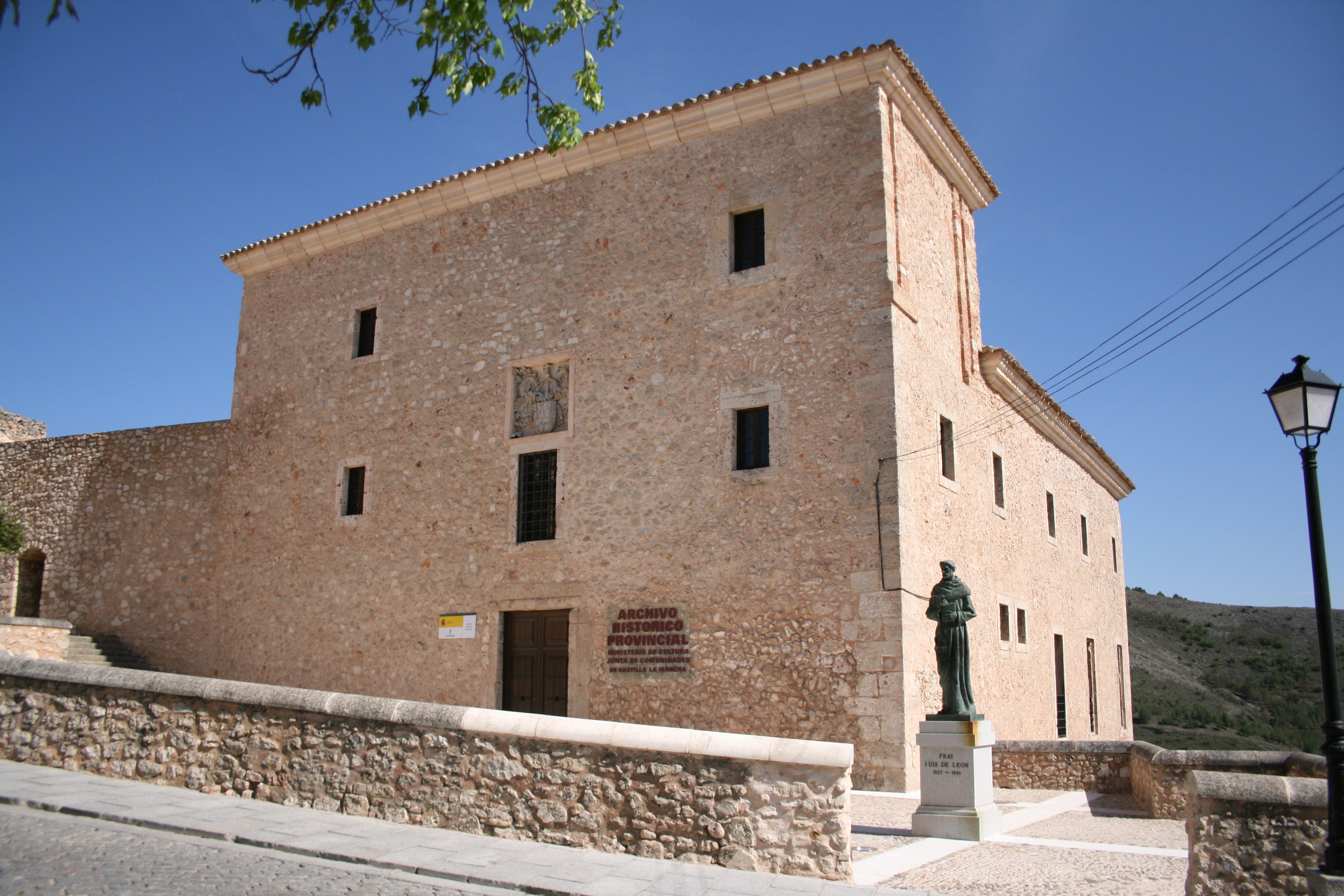
Arquivo Histórico Provincial
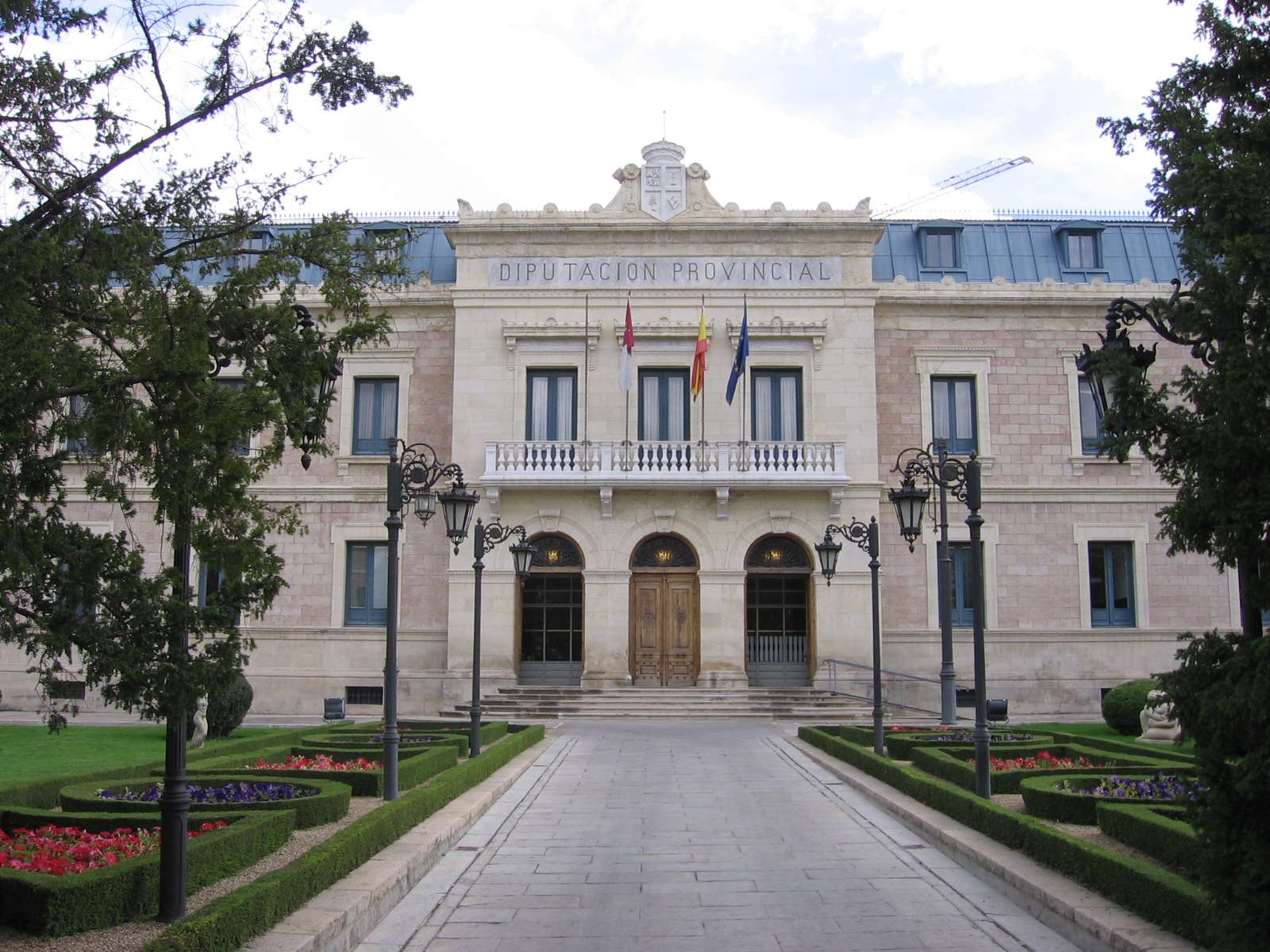
Palácio da Deputação Provincial
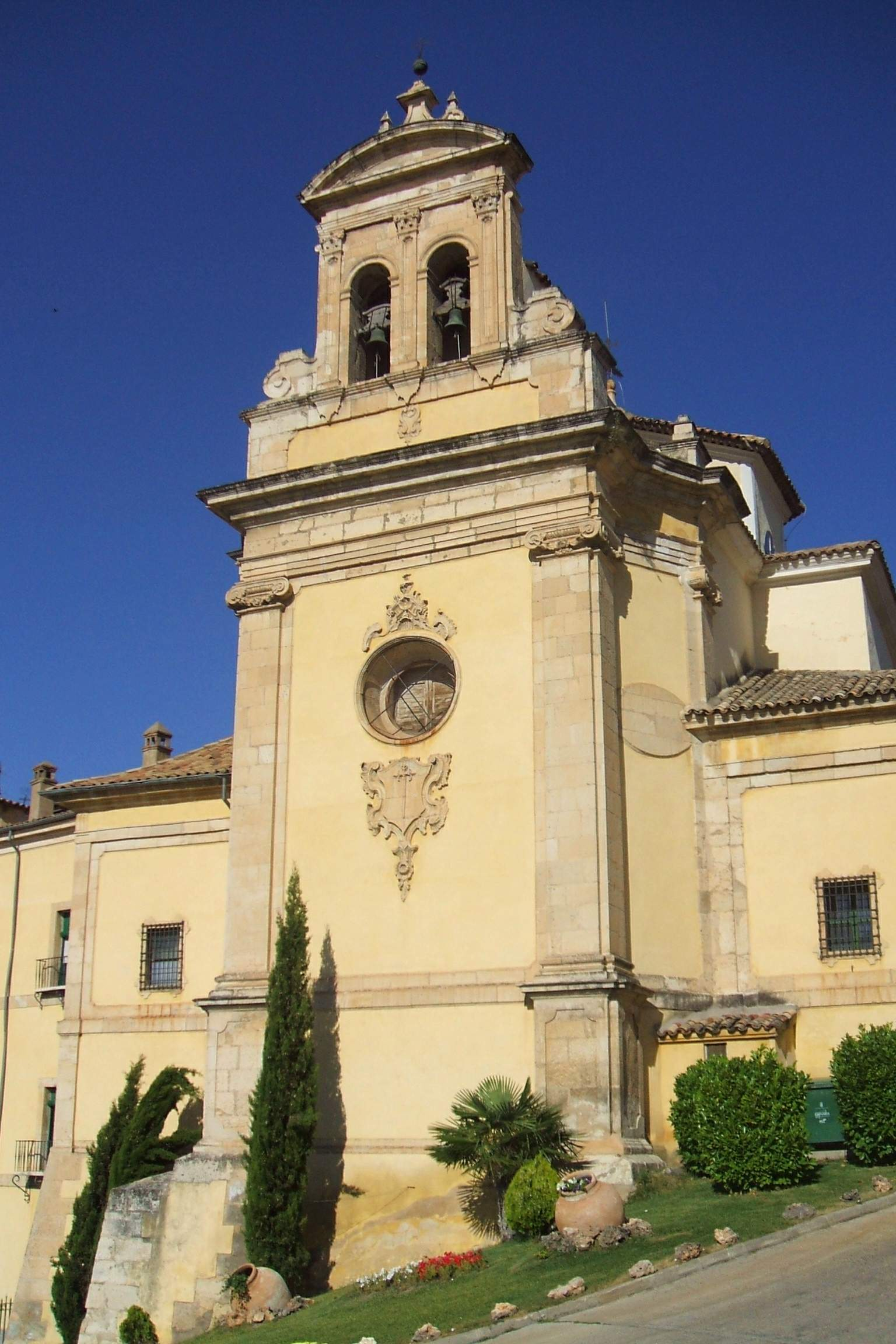
Hospital de Santiago

### Museus
- Museu de Cuenca [es] — Instalado na chamada Casa do Curato, nele estão em exposição achados arqueológicos e outros objetos relacionados de toda a província de Cuenca,[10] desde o Paleolítico até à Idade Moderna.[12][55] Destacam-se as três salas dedicadas às cidades romanas de Segóbriga, Ercávica [es] e Valéria [es], bem como uma estátua em mármore de Lúcio César e uma coleção numismática.[55]

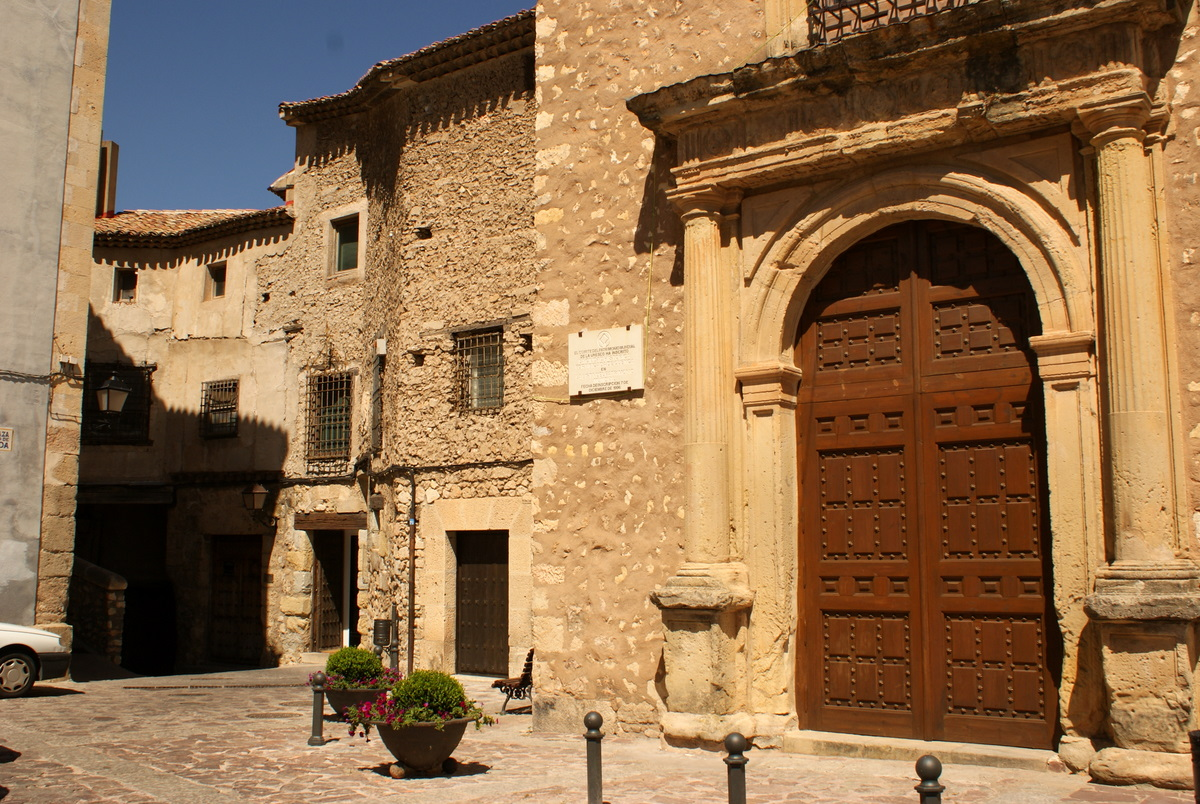
Exterior do Museu de Arte Abstrata Espanhola

- Museu de Arte Abstrata Espanhola [es] — Está instalado nas Casas Colgadas[10] e apresenta obras dos artistas espanhóis mais importantes da segunda metade do século XX, como Eduardo Chillida, Antonio Saura, Pablo Serrano ou Manolo Millares, entre outros.[12] Foi criado em 1966 graças à colaboração conjunta de Fernando Zóbel e Gustavo Torner[55] e está instalado numa das casas colgadas.

- Fundação Antonio Pérez[56] — Situada no antigo Convento das Carmelitas Descalças, do século XVII, é um espaço de arte contemporânea,[12] onde estão expostas obras de Millares, Torner, Saura, Zóbel, Brossa e Warhol, entre outros. De destacar também a coleção pessoal de objetos encontrados de Antonio Pérez.[16][10]

- Museu das Ciências de Castela-Mancha [es][57] — Está instalado no antigo Asilo de Anciãos Desamparados,[16] cujo edifício foi consideravelmente ampliado pata a instalação do museu.[58] Está dividido em quatro salas temáticas, além do distribuidor e do planetário. Apresenta, de forma didática, vários temas científicos, como a astronomia, energias renováveis, geologia, biodiversidade, etc.[59]

- Museu Paleontológico de Castela-Mancha [es] — Expõe réplicas em escala natural de dinossauros e outros animais pré-históricos, bem como recriações de habitats, tanto no interior como no exterior. Alberga também uma valiosa coleção de fósseis procedentes dos importantes jazidas paleontológica da província conquense de Lo Hueco [es] e Las Hoyas [es].

- Tesouro da Catedral — É um pequeno museu situado no interior de la catedral, onde estão expostas obras do escultor Pedro de Mena [es] (1628–1688), Cristóbal García Salmerón [es] (c. 1603–1666) e Martín Gómez el Viejo [es] (1500–1562), entre outros.[60]

- Museu Diocesano de Arte Religiosa — Situado no Paço Episcopal, foi inaugurado em 1983. No edifício há várias inscrições árabes do século XII, apesar de ter sido reconstruído no  século XVI. No acervo destacam-se algumas obras de El Greco, um calvário flamengo do círculo de Gerard David e várias pinturas da escola conquense. Entre las obras escultóricas, destaca-se o calvário de Afonso VIII, de finais do século XII.[12]

- Museu Internacional de Electrografia[61] — É um museu de ciência ligado à Universidade de Castela-Mancha, que mostra uma coleção de mais de 4 000 obras de arte electrográfica e digital, realizadas com recurso às novas tecnologias de reprodução e gestão de imagens.[62]

- Espaço Torner[63] — Está instalado na igreja gótica anexa ao antigo Convento de São Paulo [es], atual Parador Nacional de Cuenca. Expõe obras do pintor conquense Gustavo Torner,[12] que também foi o promotor do Museu de Arte Abstrata.[10][16]

- Museu da Semana Santa [es][64] — Instalado no edifício que foi a casa da família Girón y Cañizares,[16] é dedicado a vários aspetos das celebrações locais da Semana Santa, os quais são apresentados numa montagem multimédia.[12]

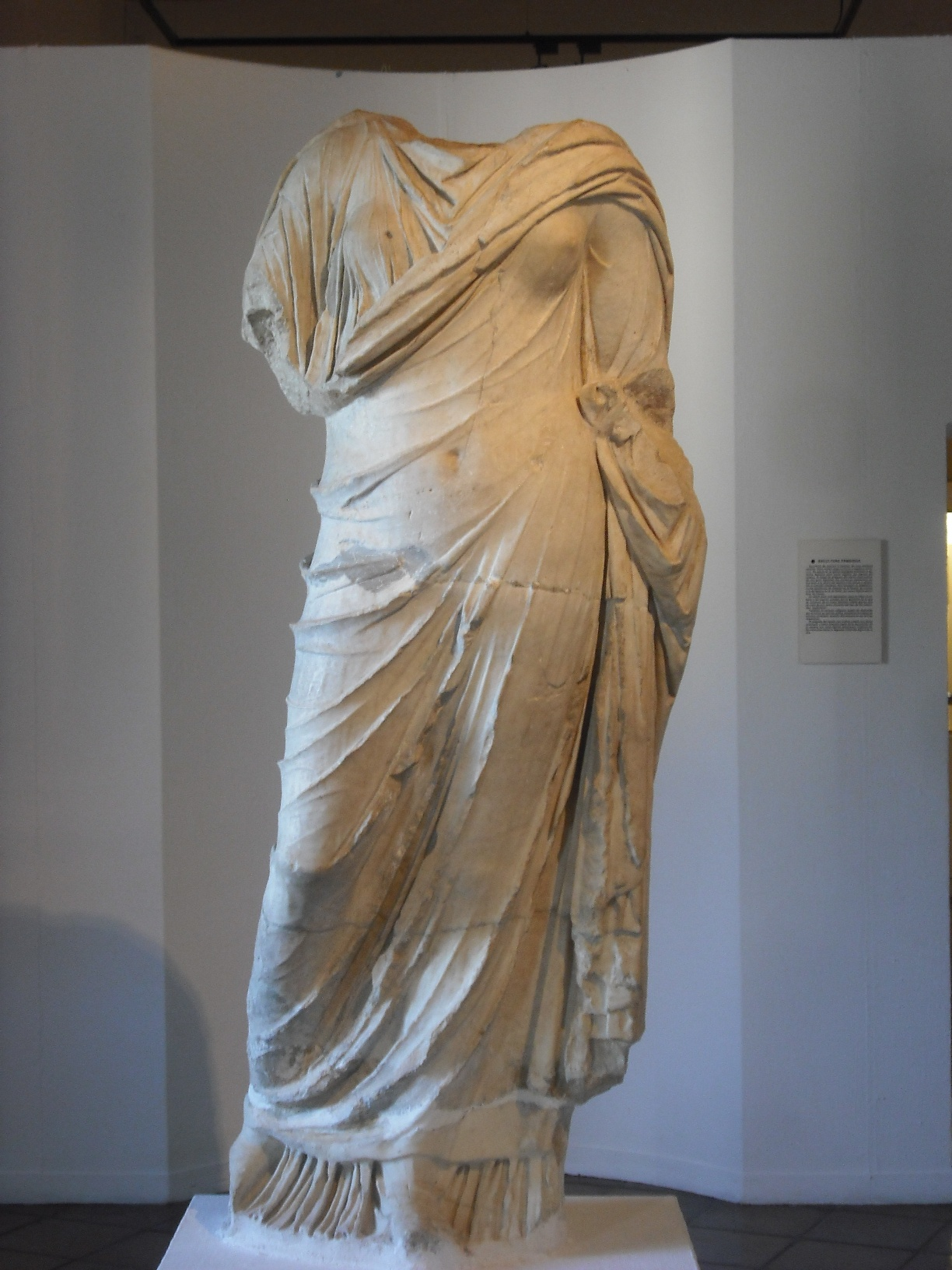
Estátua feminina romana no Museu de Cuenca
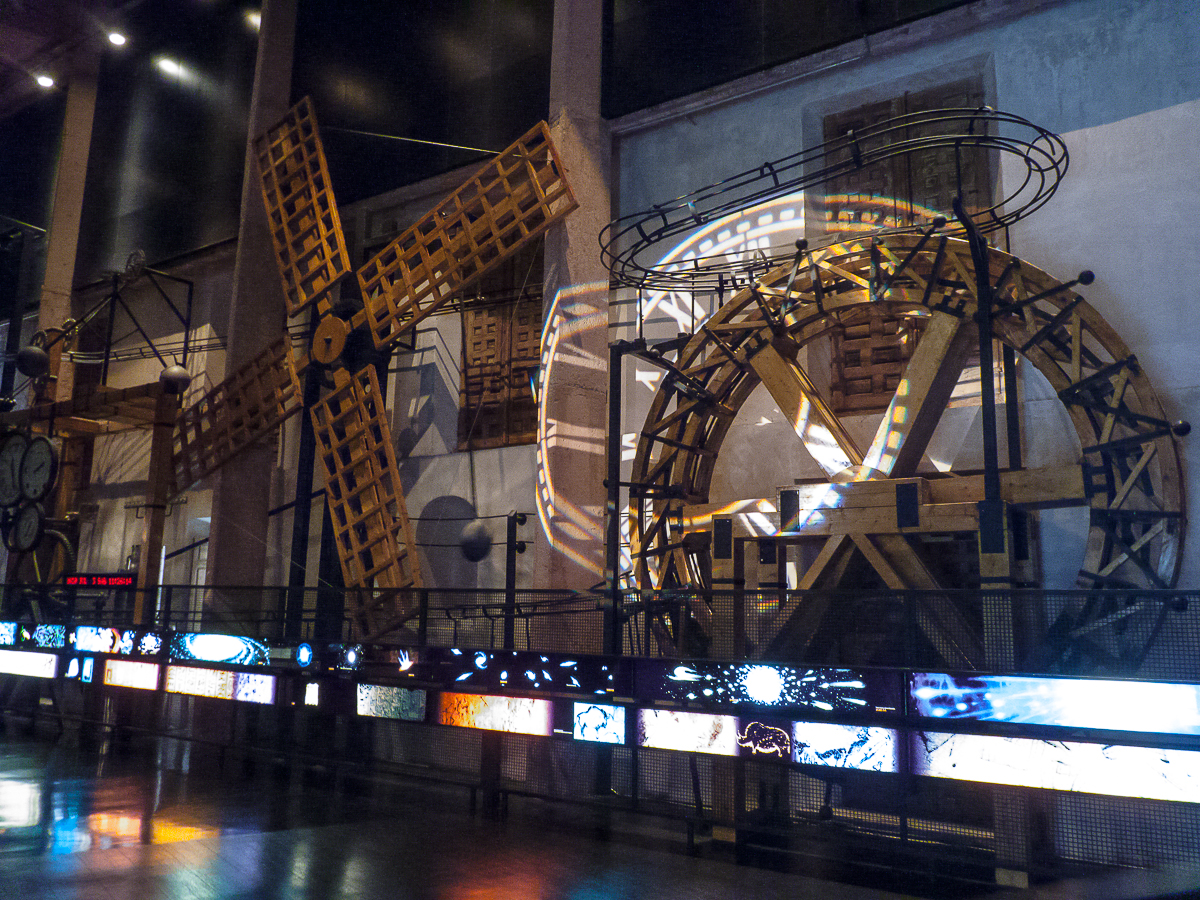
Museu das Ciências de Castela-Mancha
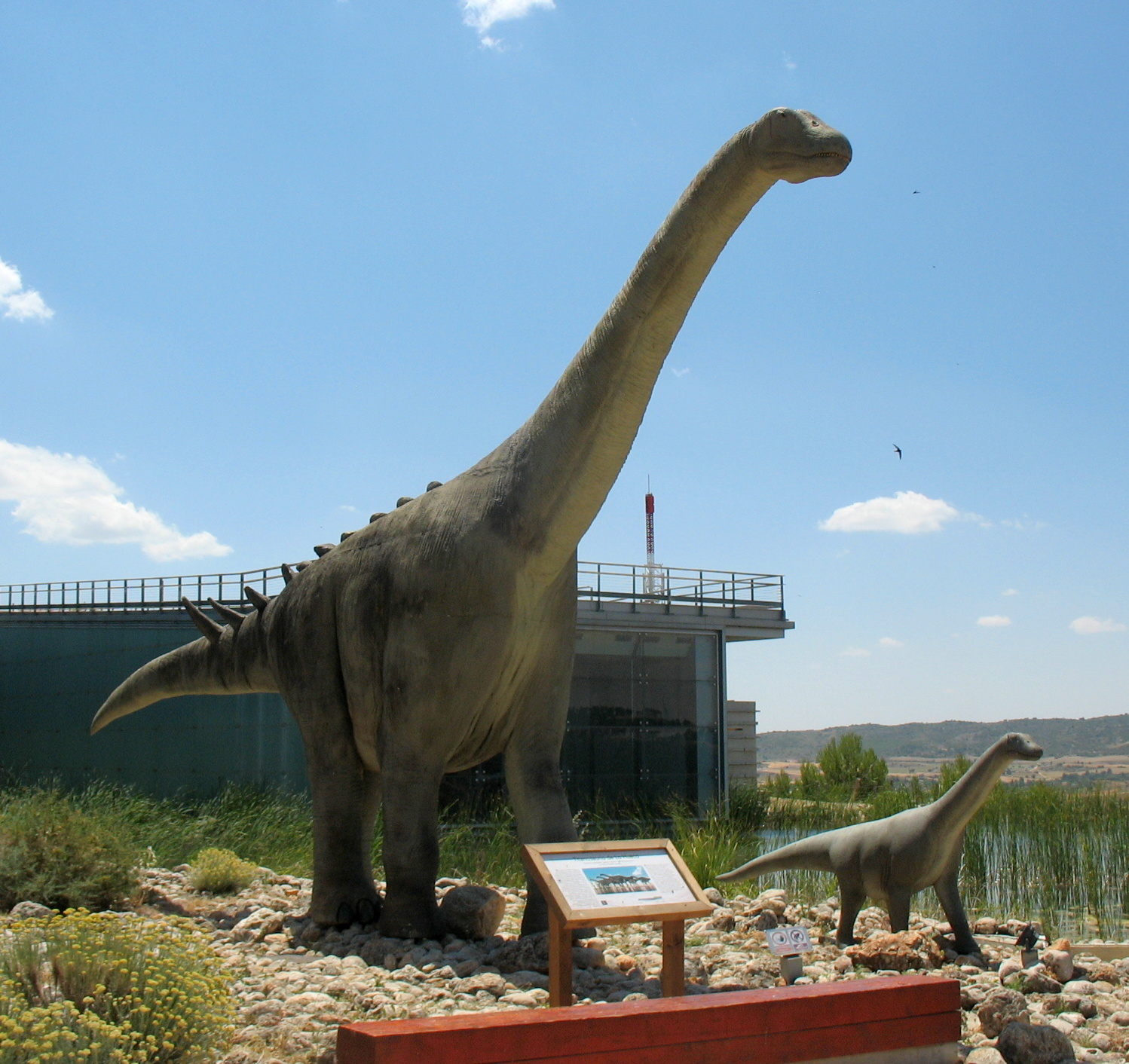
Museu Paleontológico de Castela-Mancha
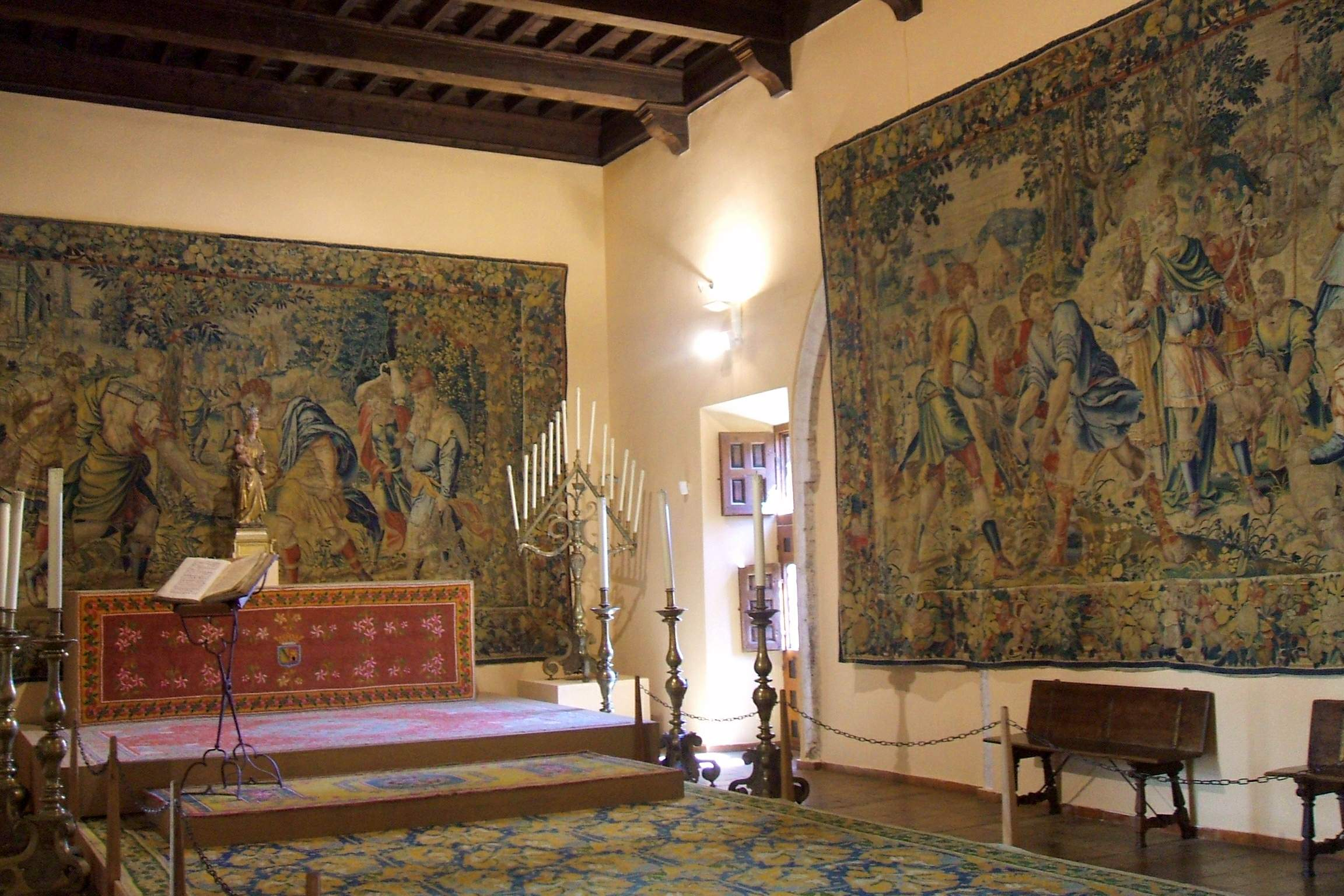
Museu Diocesano de Arte Religiosa
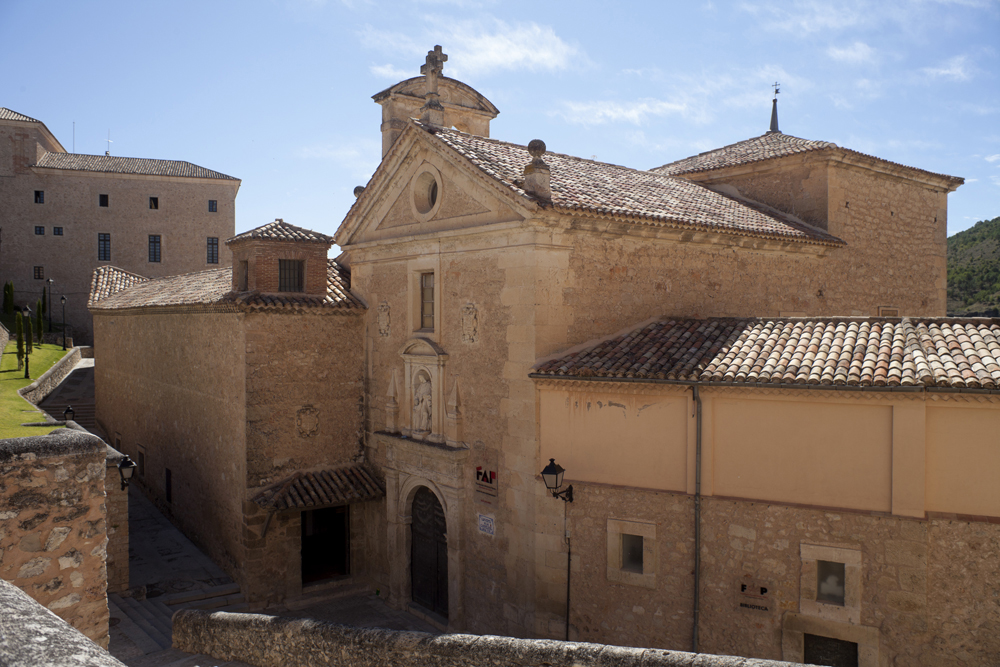
Convento das Carmelitas Descalças, onde está instalado a Fundação Antonio Pérez

### Festas
- Semana Santa[65][66] — As celebrações da Semana Santa de Cuenca estão classificados como de Interesse Turístico Internacional. Destaca-se sobretudo a procissão do "Caminho do Calvário", que se realiza na madrugada de Sexta-feira Santa e é conhecida popularmente como Las turbas [es].[12]

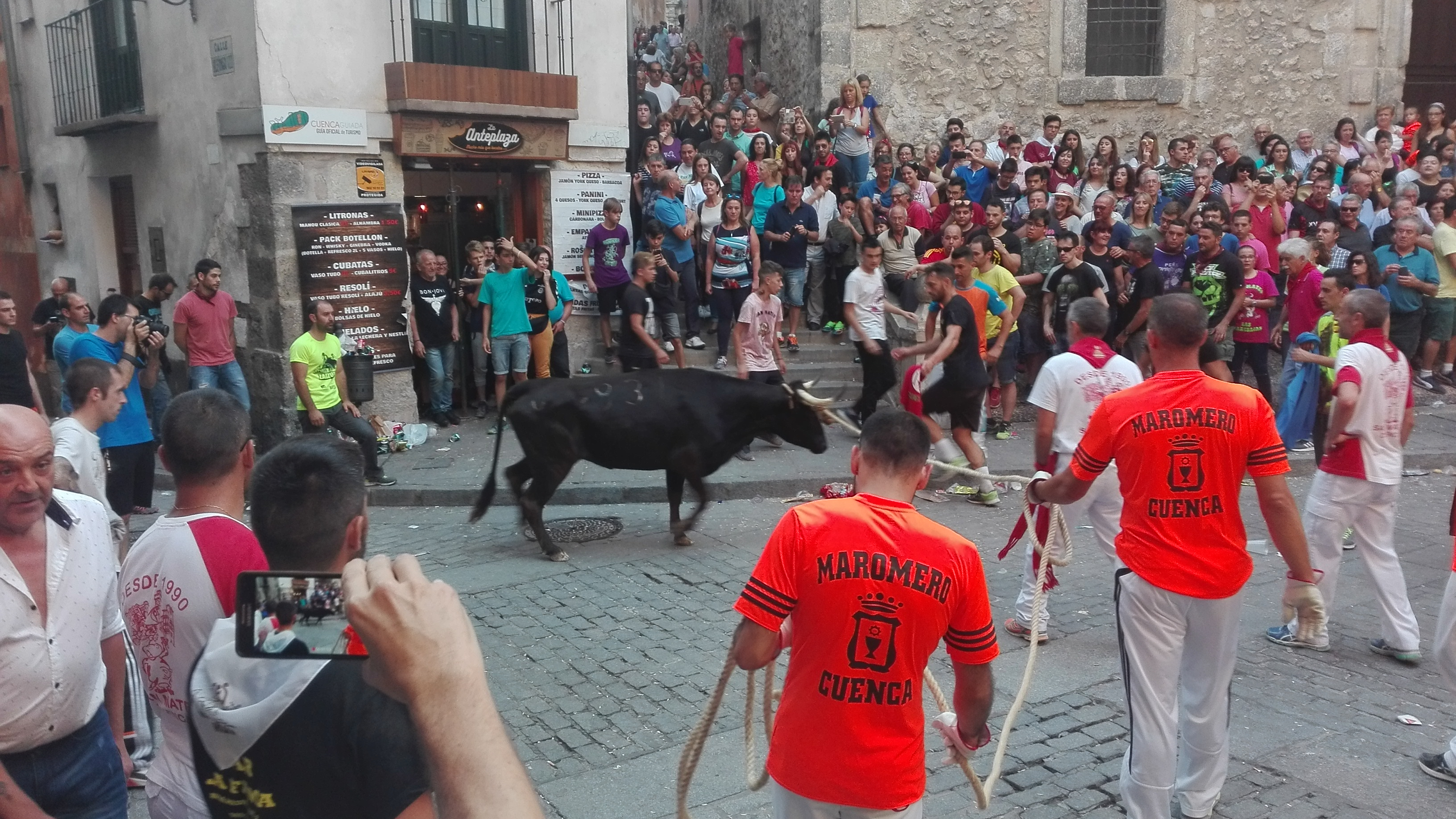
La vaquilla, nas Festas de São Mateus

- Semana da Música Religiosa — Trata-se de mais um evento classificado como de Interesse Turístico Internacional,[67] no qual participam artistas prestigiados da música religiosa e que promove quer a recuperação deste património cultural quer a composição de novas obras.[13] Ocorre durante a Semana Santa desde 1962 e éum dos festivais do seu género mais antigos de Espanha.[67]

- Festas de São Julião — São celebradas no final de agosto e são acompanhadas por uma feira de artesanato,[10] além de numerosas outras atividades, como representações teatrais, concertos ao ar livre e corridas de touros, etc.[13]

- Festas de São Mateus — Ocorrem de 18 a 21 de setembro e estão classificadas como de Interesse Turístico Regional. Comemoram a conquista de Cuenca por Afonso VIII de Castela, e segunda a tradição realizam-se deste essa época, embora o primeiro documento conhecido que estipula e institui a festa date de 19 de setembro de 1581.[26] Desde então que as celebrações têm dois pontos altos; o primeiro é a marcha do estandarte de Afonso VIII, que sai do seu local habitual da catedral para passar uma noite no Ayuntamiento;[68] o outro consiste em lidar novilhas atadas com cordas (enmaromadas) na Plaza Mayor, que é transformada numa praça de touros improvisada.[12]

### Gastronomia

#### Gastronomia rural

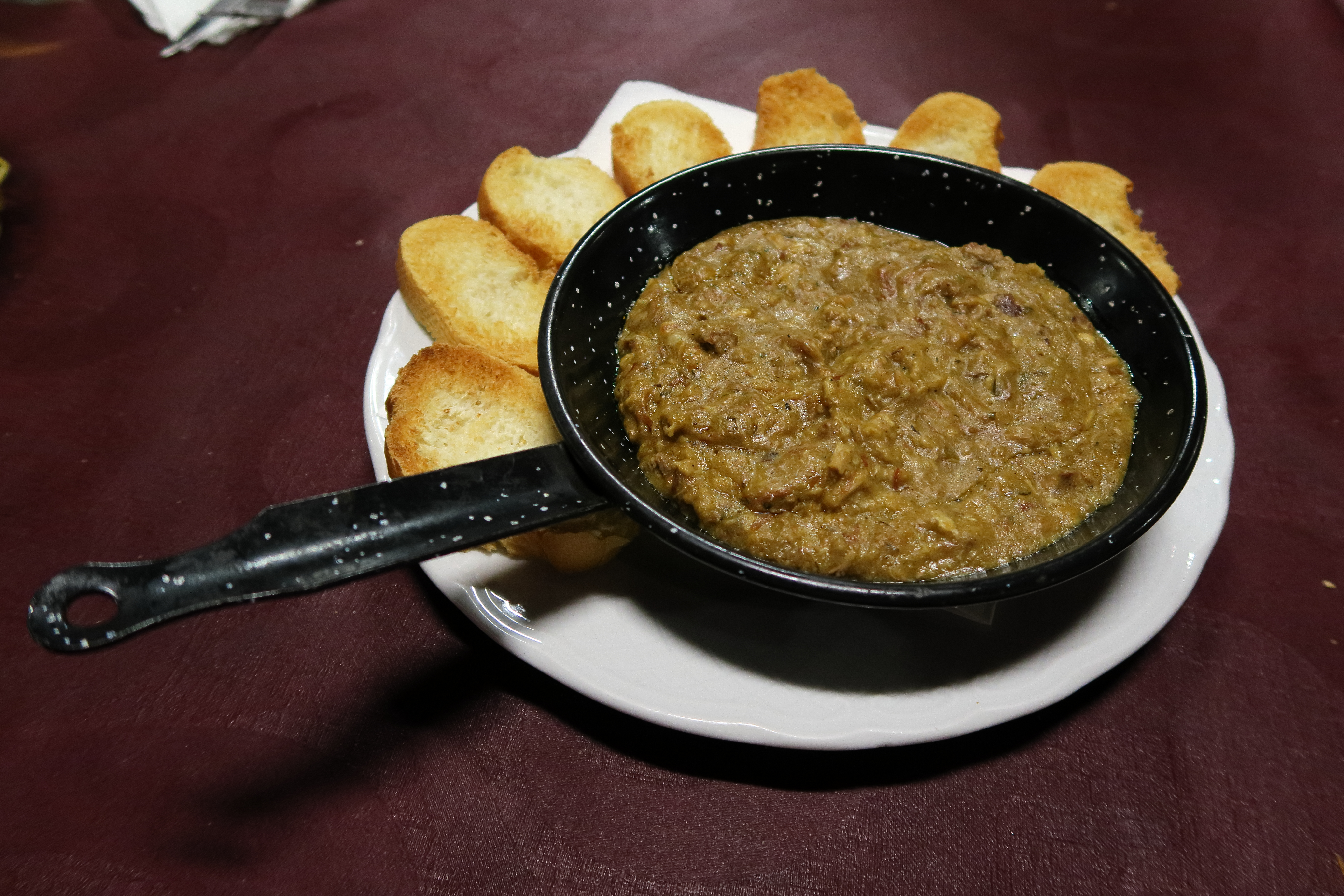
Morteruelo

Na cozinha da província de Cuenca destacam-se principalmente os pratos que era confecionados por pastores, arrieiros e caçadores, que necessitavam de comida energética para fazer frente a um clima duro, que rapidamente passa do calor ao frio, numa região em que abundam os ingredientes para cozinhar.
A carne de caça, encabeçada pela Perdiz, está presente numa multitude de pratos, como o morteruelo [es] (um guisado), embora por vezes se use galinha em vez de aves de caça. Outras carnes, como o borrego, presentes na gastronomia de quase toda a Mancha, também encontram lugar em terras conquenses. Receitas como o zarajo [es] ou as chuletas de lechal al rescoldo de la sierra ("costeletas de borrego de leite nas brasas da serra"), são muito interessantes, saborosas e ideiais para degustar o sabor dessa carne. Entre outros pratos tradicionais cabe mencionar o ajoarriero, feito com bacalhau e alho (o de Las Pedroñeras é considerado um dos melhores), os gaspachos galianos [es] sobre pão ázimo, feitos com diversos tipos de carne de caça, as migas e as calderetas.

#### Vinhos e licores
Na província de Cuenca são produzidos vinhos brancos e tintos da denominação de origem La Mancha [es], que são ligeiros e frutados quando são novos. Na cidade há um licor muito típico, o resolí [es], feito de de aguardente, café, canela, casca de laranja e açúcar.

#### Cozinha da Quaresma
Durante a Quaresma, sobretudo na Semana Santa, a carne perde o seu protagonismo na cozinha conquense, sendo substituída principalmente por potajes [es] (guisados de legumes), garbanzadas [es] (pratos à base de "grão-de-bico") com bacalhau e espinafres, feijão-branco ou batatas al ajovirón. As verduras, cozidas em água e sal, dão um toque de simplicidade ao mesmo tempo que surpreende pelo seu sabor natural. As trutas frescas dos rios e ribeiros locais, também adquirem protagonismo nas mesas locais nesta época.[carece de fontes?]

#### Doces
A doçaria da província é ampla e muito variada. Destaca-se o alajú [es], um doce de origem árabe elaborado com mel, pão ralado, especiarias e amêndoas (que por vezes são substituídas por nozes, pinhões ou figos). Também dignas de menção são as torrija (rabanadas) empapadas em leite (comuns principalmente na Semana Santa), os bizcochos (pão de ló), as obleas [es], o pão de passas [es] e as  rosquilhas [es] fritas.[carece de fontes?]

### Desporto
O clube de futebol da cidade com mais relevância a nível nacional é o Unión Balompédica Conquense, fundado em 1946, que disputa os seus jogos no Complexo Desportivo La Fuensanta; em 2020-2021 estava na 4.ª divisão espanhola. Outros clubes da cidade são o Club Deportivo Cuenca, fundado em 1943, e a Agrupación Deportiva San José Obrero. O BM Ciudad Encantada é um clube de andebol que na temporada 2021–2022 jogava na Liga Asobal, a 1.ª divisão nacional espanhola. Os atletas do Club Atletismo Cuenca disputam os campeonatos de atletismo espanhóis.[carece de fontes?]